# بوكيمون (أنمي)
بوكيمون (بالإنجليزية: Pokémon) (باليابانية: ポケットモンスタ) هو أنمي ياباني مقتبس عن ألعاب فيديو تابعة لشركة نينتندو. فكرة وإنشاء ساتوشي تاجيري صدرت في اليابان سنة 1996.
التسمية مأخوذة من كلمتين انجليزيتين Pocket Monsters (بوكيت مونسترز) والتي تعني وحوش الجيب واشتهر هذا المسلسل في الولايات المتحدة في 1998 بعدما أصدرت شركة نينتندو النسخة الإنجليزية من لعبة بوكيمون ريد وبلو.
فكرة سلسلة ألعاب الفيديو ومسلسل الرسوم المتحركة، هي مغامرات طفل في عالم خيالي ممتلأ بمخلوقات يسمون بالبوكيمون.
يتكون مسلسل الأنمي من ثماني سلاسل متتابعة، كل واحدة منها مستندة إلى إصدار رئيسي من سلسلة ألعاب بوكيمون.
يُعتبر المسلسل واحد من أوائل مسلسلات الأنمي التي حققت مستوى كبير من النجاح الجماهيري مع الجمهور الغربي. كما تم الإشادة بها لدورها في تمكين سلسلة الألعاب من تحقيق درجة عالية من الشعبية، والعكس صحيح.
عند عرضه لأول مرة في العالم العربي، حقق المسلسل نجاحًا تجاريًا كبيرًا، لكنه أصبح لاحقًا موضوع جدل كبير يتعلق بلعبة الأورق المتبادلة والمسلسل الكرتوني.
تم دبلجة الموسمين الأولين إلى اللغة العربية في سوريا، بينما تم دبلجة المواسم اللاحقة في لبنان.
حالياً، المسلسل متاح في الدول العربية بشكل رسمي على نتفليكس، مع صدور حلقات جديدة.

## خلفية
تم إنشاء المسلسل للاستفادة من نجاح لعبة بوكيمون ريد وبلو ولترويج الألعاب بشكل أكبر.
يجمع المسلسل بين عناصر المغامرة والكوميديا، ويتبع صيغة تدور فيها كل حلقة حول بوكيمون مختلف، كوسيلة لتعريف الأطفال بالأنواع المختلفة من البوكيمون في الألعاب، مع الإقتباس بشكل كبير من الألعاب التي تستند إليها، مثل تحدي القاعات الرياضية المختلفة وجمع الأوسمة.
في الموسم الأول، تم اختيار "بروك" و"ميستي"، قادة القاعات الأولين الذين يواجههم اللاعبون في اللعبة، ليكونا شخصيات داعمة إلى جانب الشخصية الرئيسية، التي تستند بدورها إلى اللاعب. الاسم الأصلي للشخصية الرئيسية "آش" في النسخة اليابانية هو "ساتوشي"، في إشارة إلى "ساتوشي تاجيري"، مبتكر السلسلة.
بنهاية الفصل الأول من المسلسل، تم استبعاد بروك من السلسلة بسبب المخاوف من الصور النمطية المسيئة تجاه الجمهور الأمريكي من أصل أفريقي، وتم استبداله بشخصية جديدة تدعى "تريسي"،  هذه الشخصية كانت كإشارة ل"كين سوغيموري"، الفنان الذي عمل على تصميم الشخصيات في اللعبة.

بيكاتشو

بينما يبدأ اللاعبون في الألعاب مغامرتهم من خلال اختيار أحد البوكيمونات الثلاثة الأولى، تم منح آش في المسلسل، بوكيمونًا مختلف تمامًا لتجنب الحاجة إلى الاختيار. في البداية، اختار الكتاب البوكيمون "كليفيري" ليكون البوكيمون الأساسي، لكن لونه الوردي ومظهره الأنثوي أثار مخاوف من أنه قد ينفر الجمهور الذكوري ويمنح المسلسل طابعًا أنثويًا. لذلك، تم اتخاذ القرار باختيار "بيكاتشو"، وهو فأر كهربائي أصفر يناسب جميع الأطفال. في ما بعد، أصبح بيكاتشو رمز للسلسلة.
صرّح "ماساكي إيوانِه"، احد الرسامين، أن المسلسل كان من المفترض أن يستمر لمدة عام ونصف فقط، وهو ما يتوافق تقريبًا مع طول قصة دوري "إنديغو" و"الجزر البرتقالية". ولكن بسبب شعبيته الكبيرة خلال فترة عرضه، تم تمديد المسلسل ليصبح واحد من أطول مسلسلات الأنمي المستندة إلى ألعاب الفيديو.
للمواكبة مع الأجيال المتغيرة من اللعبة، اعتمد المسلسل صيغة متكررة، حيث يخسر "آش" في نهاية كل سلسلة دوري البوكيمون، ثم يقرر السفر إلى منطقة جديدة (مثل منطقة "هوين"، "سينوه"، "يونوفا".. ) ويترك جميع بوكيموناته مع "البروفيسور أوك" باستثناء بيكاتشو، ليتم استبدالها ببوكيمونات جديدة تم تقديمها في الألعاب الجديدة.
بينما تغادر الشخصيات الداعمة الآخرون المسلسل ليتم استبدالهم بشخصيات جديدة تستند إلى اللاعبين من الألعاب الجديدة (مثل مَاي في سلسلة الجيل المتقدم، وداون في سلسلة دايمند اند برل، وسيرينا في  سلسلة اكس اند واي). وكل هذا كنوع من الإشهار لصدور الألعاب الجديدة. هذه الصيغة سمحت بتواصل المسلسل لمدة 26 سنة، حتى سنة 2023.
بعض من المواقف الكوميدية المتكررة التي تظهر في المسلسل تشمل: تحطيم بيكاتشو لدراجات "ميستي"، "ماي" و"داون"، مغازلة "بروك" لكل امرأة جميلة يقابلها، خاصة "الممرضة جوي" و"الشرطية جيني"، أيضًا، تشابه جميع الممرضات والشرطيات في كل المدن، ترديد عصابة الرداء الأبيض لشعارهم، و"جيمس "الذي يتعرض لهجوم من قبل "فيكتريبيل" الخاص به، وغناء "جغليباف" الذي يجعل الجميع ينامون، ثم قيامه بالرسم على وجوههم بواسطة قلم ماركر.

## العرض
بدأ عرض المسلسل في اليابان يوم 1 ابريل 1997 على محطة تي في توكيو. وفي الولايات المتحدة يوم 8 سبتمبر 1998 على عدة محطات مختلفة. وفي العالم العربي سنة 2000.

### الدبلجة العربية

شعار مركز الزهرة

تتبع الدبلجة العربية لبوكيمون الدبلجة الإنجليزية لشركة "4 كيدز" الأمريكية (4Kids Entertainment).
في البداية تمت دبلجة مسلسل أنمي بوكيمون إلى العربية من قبل مركز الزهرة في سوريا سنة 2000، ومن توزيع شركة "KM Productions". ولكن بسبب الجدل الذي حصل سنة 2001، قرر مركز الزهرة توقيف العمل على الدبلجة بعد الموسم الثاني. بعد ذالك نقلت شركة "KM Productions" الدبلجة إلى لبنان.
بعد ذلك تولت شركة سوبر إم للإنتاج التي مقرها بيروت في لبنان العمل على دبلجة المسلسل، ودُبلج الموسم الثالث والرابع بين سنتي 2001 و2002. تم تخطي الموسم الخامس لأسباب غير معروفة، ثم دُبلج الموسمان السادس والسابع سنة 2005. بعد ذالك تم توقيف العمل على الدبلجة نهائياً بسبب فقدان شركة "4 كيدز" حقوق الدبلجة، وعدم توصل الشركة اللبنانية إلى اتفاق مع أصحاب الحقوق الجدد.
تمت أيضًا دبلجة أربعة من أفلام بوكيمون، التي كانت من توزيع شركة ميرماكس (التابعة لشركة ديزني في ذلك الوقت)، إلى اللغة العربية: فيلم "بوكيمون فورإيفر"، فيلم "بوكيمون هيروز"، فيلم "بوكيمون: جيراشي، ويش ميكر" وفيلم "بوكيمون: ديستني ديوكسيس". تم إصدارها على أقراص دي في دي، وضمت طاقم ممثلين صوتين مختلف عن المسلسل.
أعادت نتفليكس إحياء الدبلجة العربية لانمي بوكيمون سنة 2020 بعد حصولها على حقوق النشر والتوزيع في المنطقة، وأصدرت فيلم "بوكيمون: ميوتو يضرب مجددا- التطور" ثم سلسلة "رحلة البوكيمون: المسلسل وأيضا فيلم "بوكيمون: أسرار الأدغال".
تم العمل على الدبلجة الجديدة في لبنان في استديوهات إيمدج برودكشن هاوس (Image Production House)، وضمت بعض ممثلي الصوت القدامى من "شركة سوبر ام للإنتاج" الذين عادو إلى أدوارهم، مثل جمانة الزنجي في دور "ميستي" وعبدو حكيم في دور "جيمس" وحسن حمدان في دور "مياوث" وجيهان ملا في دور "الممرضة جوي" وإيمان بيطار في دور "الشرطية جيني".

### البث في الدول العربية
تم بث المسلسل في البداية حصريًا على قناة إم بي سي سنة 2000، لكن نظرًا لشعبيته الهائلة انتشر بسرعة إلى عدة قنوات أخرى، خاصة المحطات الحكومية المحلية في بلدان مختلفة مثل مصر وسوريا وقطر والجزائر والمغرب وغيرها.
لكن في عام 2001 بسبب الجدل وحملة المقاطعة التي تعرضت إليها السلسلة، توقفت العديد من المحطات التلفزيونية عن عرضه بعد الموسم الثاني.

شعار قناة آرتينز

إنتقلت بعد ذالك حقوق بث المسلسل إلى شبكة راديو وتلفزيون العرب، وعُرض المسلسل بشكل أساسي على قناة آرتينز ابتداءً من الموسم الثالث، وقناة الجديد اللبنانية، مع البث من حين لآخر على عدد قليل من القنوات الأخرى مثل قناة إيه آر تي عين وقناة الأندلس والقنوات الحكومية في بعض الدول منها تونس والجزائر والمغرب، مما يعني أنه لم يصدر أي حظر رسمي في تلك الدول.
بعد إصدار سلسلة "رحلة البوكيمون: المسلسل" على نتفليكس سنة 2021، تم بث هذه السلسلة على عدد من القنوات الفضائية العربية لكن بشكل غير قانوني.

### تعديلات في الدبلجة العربية
- تم تغير بعض الأسماء في المسلسل مثل الأستاذ "أوك" إلى الى الأستاذ "أكاي"، وفريق "روكيت" إلى "عصابة الرداء الأبيض".
- يتبنى مركز الزهرة سياسة تعديل ورقابة في دبلجة الأعمال لتتناسب مع الجمهور العربي. عادة ما يتضمن ذلك إزالة أو تغيير المشاهد التي تظهر أي نوع من العاطفة أو الرومانسية او المشاهد التي تحتوي على أزياء غير لائقة، بالإضافة إلى المشاهد التي تصور أي رموز دينية غير إسلامية مثل الصليب المسيحي.

مثال بارز على هذه الرقابة هو الحلقة رقم 20 (الحلقة رقم 19 في النسخة الإنكليزية والعربية)، حيث تم تغير قصة الحلقة بالكامل من خلال إنشاء قصة جديدة لتجنب ذكر الأرواح والأشباح وغيرها من جوانب الأساطير اليابانية، مع حذف العديد من المشاهد بالكامل. مثال آخر هو الحلقة رقم 22 (الحلقة رقم 21 في النسخة الإنكليزية والعربية)، حيث تمت إزالة مشهد واحد لأنه يظهر شخصية تحمل بطاقة تحتوي على نجمة سداسية تشبه نجمة داود.
نتيجة لذلك، تم إعادة دبلجة هاتين الحلقتين عندما تمت إضافة الموسم الأول إلى نتفليكس في 2017.
- نظرًا للطبيعة المُحافظة للمجتمعات العربية، تُعتبر أشكال العاطفة والرومانسية غير محترمة، خاصة في برامج الأطفال. وبالتالي، غالبًا ما يتم حذف حوار "بروك" مع الشخصيات الأنثوية مثل الممرضة "جوي" والضابطة "جيني"، أو دبلجتها إلى محادثة عادية دون أن يظهر أي نوع من الرومانسية. نظرًا لأن نتفليكس تضيف الدبلجة العربية كمسارات صوتية ثانوية للحلقة الإنجليزية، فإن هذه التعديلات تكون ملحوظة بسهولة، حيث توجد عدة مشاهد يتحرك فيها فم "بروك" لكن الحوار غير مدبلج، أو بدلاً من ذلك تتحدث أحد الشخصيات الأخرى.
- على عكس دبلجة مركز الزهرة، كانت دبلجة شركة سوبر إم للإنتاج اللبنانية مطابقة للنسخة الإنجليزية تماماً، حيث تم ترجمة الحوار تقريبًا كلمة بكلمة، ولم يتم حذف او تحريف أي مشهد.

## ملخص القصة
تدور القصة في عالم خيالي تسكنه مخلوقات تُعرف باسم "بوكيمون" (وحوش الجيب)، حيث يمكن الاحتفاظ بها داخل كرات صغيرة تُسمى "كرة البوكي". تشبه  البوكيمونات الحيوانات والحشرات او النباتات او الأشياء. يمكن أن يكون كل بوكيمون من  نوع واحد أو نوعين، مثل بوكيمون من نوع النار، أو بوكيمون من نوع الكهرباء، وهكذا. لدى بعض البوكيمونات القدرة على التطور إلى بوكيمون مختلف عند بلوغ مستوى معين من الخبرة أو باستخدام حجر معين.
عند بلوغهم عيد ميلادهم العاشر، يمكن للأطفال أن يصبحوا مدربي بوكيمون، ويبدأون في رحلة للإمساك بالبوكيمونات المختلفة وتدريبها. يُعرض على المدربين خيار بين ثلاثة بوكيمونات ابتدائية، واحد من نوع النار، وواحد من نوع الماء، وواحد من نوع العشب، وتختلف هذه البوكيمونات الابتدائية من منطقة إلى أخرى.
بطل المسلسل فتى يبلغ من العمر 10 سنوات ويدعى «آش كيتشام»، يحلم أن يصبح أفضل لاعب بوكيمون في العالم، يبدأ المسلسل بانتظار آش حلول النهار لكي يحصل اخيرا على بوكيمونه الأول، والذي من المفروض ان يكون واحد من ثلاثة بوكيمونات التي يوزعها "الأستاذ أوك" في مختبره، إما (بولباسور، النباتي) أو (تشارمندر، الناري) أو (سكويرتل، المائي)، ولكن شدة حماس آش أدت إلى عدم استطاعته النوم مبكرا، ليستيقظ متأخرا في اليوم التالي. حيث كانت البوكيمونات الثلاثة قد مٌنحت للاعبين آخرين، يقوم "الأستاذ أوك" بإعطاء آش بوكيمون أخر وهو بيكاتشو، البوكيمون الكهربائي العنيد.

### دوري إنديجو
هذا الفصل يبدأ مع "آش" و"بيكاتشو" في رحلتهم في منطقة "كانتو"، وسرعان ما يلتقيان ب"ميستي" و"بروك"، اثنين من قادة القاعات الرياضية اللذان ينضمان إلى آش. كما يلتقون أيضا بثلاثة أعضاء من فريق روكت، "جيسي" و"جيمس" (الإسم نسبة للمجرم الأمريكي جيسي جيمس) ومياوث بوكيمون يستطيع التحدث، الذين يحاولون سرقة بيكاتشو في كل حلقة. على الرغم من كونهم الأشرار، إلا أنهم يقدمون أيضًا لحظات فكاهية في السلسلة.
يسافر "آش" و"ميستي" و"بروك" في جميع أنحاء منطقة "كانتو" حتى يتمكن آش من تحدي قاعات البوكيمون الرياضية في مدن مختلفة، مشابهة لمفهوم الألعاب. بعض قادة القاعات الذين يواجههم هم: "الملازم سيرج" وبوكيمونه "رايشو"، "سابرينا" والبوكيمون "كادابرا"، "إريكا" وبوكيمونها "غلووم"، و"بلاين" والبوكيمون "مغمار".
خلال رحلاتهم، يتطور "تشارمندر"، بوكيمون آش، الذي كان ينتمي في الأصل إلى مدرب آخر، إلى "تشاريزارد"، لكنه يبدأ في عصيان أوامر آش بسبب قلة خبرته. هذا يشير مباشرة إلى آلية اللعبة عندما يعصي البوكيمون المُتبادل اللاعب إذا لم يكن لديه ما يكفي من الشارات.
بعد جمع جميع الشارات الثمانية، يدخل آش بطولة دوري البوكيمون حيث يلتقي ب"ريتشي"، صديق جديد ومنافس. لكن عصيان تشاريزارد يكلف آش البطولة عندما يخسر المعركة ضد ريتشي بسبب رفض تشاريزارد القتال. بعد استبعاده من الدوري، يعود آش إلى بلدته، ثم يُكلفه 'البروفيسور أوك" بالسفر إلى الجزر البرتقالية لإحضار كرة بوكيمون غامضة من أجله.

### مغامرات في الجزر البرتقالية
ينطلق آش وميستي وبروك في رحلة إلى "الجزر البرتقالية" لزيارة "البروفيسور آيفي" والحصول على كرة ال"جي إس" الغامضة، وهي كرة بوكيمون نصفها ذهبي ونصفها فضي ومحفور عليها الحرفان "جي" و"أس". (كان هذه تلميحًا للألعاب الجيل الثاني "Gold and Silver" التي كانت قيد التطوير). يقرر بروك البقاء مع البروفيسور آيفي ليصبح مساعدها.
يلتقي آش وميستي بمدرب بوكيمون يُدعى "تريسي"، الذي يعتبر نفسه "مراقب بوكيمون" ويعتبر "البروفيسور أوك" مصدر إلهامه ويطمح للقاءه. ينضم تريسي إلى آش وميستي، كما يقوم آش بالإمساك ب"لابراس"، بوكيمون مائي يساعدهم في السفر بين الجزر المختلفة، بينما يتحدى آش قاعات البوكيمون المختلفة في الجزر للمشاركة في الدوري البرتقالي.
بعض الجزر التي تمت زيارتها هي: جزيرة البوكيمونات الوردية وجزيرة المستحاثات وجزيرة ال"أونيكس" الكريستالي.
خلال سفرهم حول الجزر، يستخدم آش تشاريزارد ضد أحد المدربين، ليتجمد تشاريزارد بعد هجوم جليدي من البوكيمون الخصم. يقضي آش الليلة كاملة بجانب تشاريزارد، معتنيًا به ومساعدًا له على استعادة صحته، مما يُكسب آش احترام وتقدير تشاريزارد، ويبدأ تشاريزارد أخيرًا في طاعة أوامر آش.
بعد تحدي جميع قادة القاعات الخمسة في الجزر، يفوز آش في الدوري البرتقالي بعد هزيمته للقائد الأخير "دريك" وبوكيمونه "دراغونيت".
بعد الفوز في الدوري، يعود آش وميستي وتريسي إلى بلدة "باليت"، حيث يلتقون ب"بروك" وكذلك "غاري أوك"، حفيد "البروفيسور أوك" وخصم آش القديم.
يكتشف آش أن غاري متجه إلى منطقة "جوتو" حيث يفكر في المشاركة في "دوري الجوتو". يقترح البروفيسور أوك أن يتوجه آش إلى منطقة جوتو أيضًا لتسليم كرة ال" جي إس" إلى رجل يدعى "كيرت"، خبير بكرات البوكيمون، وكذلك لمقابلة بوكيمونات جديدة لم تُرَ من قبل والتي تعيش في تلك المنطقة.
يبقى تريسي في بلدة باليت ليصبح مساعد البروفيسور أوك بينما يتوجه آش وميستي وبروك نحو بلدة "نيو بارك" في منطقة "جوتو".

### دوري الجوتو (الجيل الثاني)
يمتد هذه الفصل من الموسم الثالث إلى الموسم الخامس.
يبدأ آش وميستس وبروك رحلتهم في منطقة جوتو، حيث يتحدى آش قاعات البوكيمون مختلفة في محاولة لجمع الثمانية شارات مطلوبة للمشاركة في الدوري.
أثناء سفره، يترك آش تشاريزارد للتدريب مع عدة بوكيمونات "تشاريزارد" آخرى في مكان يسمى "وادي تشاريسفيك"، ويترك سكويرتل مع "الضابطة جيني" للانضمام إلى فرقة الإطفاء مع أربعة "سكويرتل" آخرين، ويرسل بولباسور ليبقى في مختبر "البروفيسور أوك" (هذا لاستبدال بوكيمونات "منطقة كانتو" ببوكيمونات "منطقة جوتو"). ثم يقوم آش بعد ذلك بالإمساك بجميع البوكيمونات الإبتدائية الثلاثة في جوتو: تشيكوريتا (من النوع العشبي)، سينداكويل (من النوع الناري)، وتوتودايل (من النوع المائي).
عند وصوله إلى مدينة "أزيليا"، يُسلم آش كرة ال"GS" ل"كيرت"، صانع كرات وخبير في كرات البوكيمون، كما يفوز آش بشارة القاعة الرياضية من النوع الحشري.
تثبت مباراته في القاعة الثالثة في مدينة "غولدنرود" ضد "ويتني" وبوكيمونها "ميلتانك" أنها أكثر تحديًا (تمامًا كما هو الحال في الألعاب حيث يجد معظم اللاعبين صعوبة في هزيمة "ويتني").
تكون معظم حلقات هذا الفصل حلقات مكررة لا تضيف الكثير للقصة العامة. في كل حلقة، يلتقي آش وأصدقاؤه ببوكيمون معين من منطقة جوتو، ثم تظهر عصابة الرداء الأبيض (فريق روكيت) لإثارة المتاعب، وينقذ آش وبوكيموناته الموقف، ثم يتجه هو ورفاقه إلى المدينة التالية.
بنهاية الموسم الخامس، يجمع آش أخيرًا 8 شارات جوتو ويدخل دوري البوكيمون، حيث يواجه "غاري".
في معركة شرسة ضد غاري، يخرج آش منتصرًا بعد أن تمكن تشاريزارد من هزيمة بوكيمون غاري المائي "بلاستويز". لكن المعركة التالية لآش ضد "هاريسون"، مدرب بوكيمون من منطقة مختلفة تُسمى "هوين"، وفي معركة حامية أخرى، يهزم "بلازكن"، بوكيمون هاريسون، تشاريزارد. ويتم استبعاد آش من الدوري.
يتصالح آشي وغاري، ويقرر آش السفر إلى منطقة "هوين" بناءً على اقتراح "هاريسون". ولكن هذه المرة يقرر أن يأخذ بيكاتشو فقط ويترك جميع بوكيموناته الأخرى مع "البروفيسور أوك". ليبدأ بداية جديدة تمامًا.
يتم استدعاء "بروك" و"ميستي" إلى بلدتيهما من قبل عائلتيهما، ويتفرق الأصدقاء الثلاثة في مشهد مؤثر.
يتلقى آش زيًا جديدًا من والدته (مستوحى من زي اللاعب في ألعاب الجيل الثالث "روبي" و"سافاير")، ويتوجه هو وبيكاتشو نحو منطقة "هوين" بينما يتبعهم الثلاثي من عصابة الرداء الأبيض.

### الجيل الثالث (Advanced Generation)
تمتد هذه السلسلة من الموسم السادس إلى الموسم التاسع.
يصل آش وبيكاتشو إلى منطقة هوين، حيث يلتقيان بماي (شخصية مُقتبسة من الشخصية اللاعب الأنثى في ألعاب الجيل الثالث)، وهي مدربة بوكيمون مبتدئة تختار "تورشيك" كأول بوكيمون لها. لا تهتم ماي بتدريب البوكيمون، بل ترغب فقط في السفر حول العالم. بعد أن يدمر بيكاتشو دراجة ماي بالصدفة بهجومه الكهربائي، تقرر السفر مع آش.
يصل آش وماي إلى مدينة "بيتالبيرغ"، حيث يكتشف آش أن والد ماي هو قائد القاعة الرياضية هناك، كما يلتقي بشقيق ماي الأصغر، "ماكس"، الذي يعرف الكثير عن البوكيمون لكنه لم يحصل على بوكيمونه الخاص بعد بسبب صغر سنه. يبدأ آش وماي وماكس في السفر معًا، وسرعان ما ينضم إليهم بروك.
يقوم آش بالإمساك بالبوكيمون الإبتدائي من النوع العشبي "تريكّو"، بينما يمسك بروك بالبوكيمون الإبتدائي من النوع المائي "مدكيب".
تتعرف ماي على مسابقات البوكيمون وتقرر أن تصبح منسقة بوكيمون.
ينتهي الأمر بآش بالمنافسة في دوري هوين للبوكيمون، ليتم استبعاده مرة أخرى. بعدها، يسافر الفريق إلى منطقة "كانتو" حيث يقوم آش بتحدي دوري بوكيمون خاص يسمى "باتل فرونتيير" (مستوحى من باتل فرونتيير في لعبة "بوكيمون إمرلد").

### الجيل الرابع (Diamond and Pearl)
تمتد هذه السلسلة من الموسم العاشر إلى الموسم الثالث عشر.
في هذه السلسلة، يسافر آش وبيكاتشو إلى منطقة "سينو" حيث يلتقيان بمدربة مبتدئة تدعى داون (المبنية على شخصية اللاعب الأنثى في ألعاب الجيل الرابع).
تحلم داون بأن تصبح منسقة بوكيمون بارعة وتختار "بيبلوب"، البوكيمون المائي الابتدائي، كشريك لها.
ينضم "بروك" لاحقًا إلى المجموعة، ويسافر الثلاثة عبر منطقة "سينو" حيث يتحدى آش قاعات البوكيمون المختلفة وتشارك داون في مسابقات بوكيمون متنوعة، بينما يلتقون ببوكيمون مختلف من بوكيمونات الجيل الرابع في كل حلقة.
في هذه السلسلة، يخسر آش أيضًا الدوري بعد مواجهته مدربًا قويًا غامضًا وفريقه من البوكيمونات الأسطورية، مثل "داركراي" و"لاتيوس".

### الجيل الخامس (Black and White)
تمتد هذه السلسلة من الموسم الرابع عشر إلى الموسم السادس عشر.
تمامًا مثل الأجيال السابقة، يترك آش جميع بوكيموناته مع البروفيسور أوك ويأخذ معه فقط بيكاتشو للسفر إلى منطقة جديدة، هذه المرة هي منطقة "يونوفا".
يلتقي آش ب"إيريس" و"سايلن" اثنين من قادة القاعات الرياضية في يونوفا، اللذان ينضمان إليه في رحلته عبر المنطقة حيث يتحدى قاعات مختلفة لجمع الثمانية شارات المطلوبة للمشاركة في دوري البوكيمون.
في الحلقة الأولى من هذه السلسلة، يُذكر بأن آش أن لا يزال في العاشرة من عمره على الرغم من أنه سافر عبر اربعة مناطق مختلفة وشارك في عدة دوريات بوكيمون منذ عيد ميلاده العاشر.

### الجيل السادس (X and Y)
تمتد هذه السلسلة من الموسم السابع عشر إلى الموسم التاسع عشر.
في هذه السلسلة، يسافر آش وبيكاتشو إلى منطقة "كالوس" لمحاولة الفوز بدوري البوكيمون هناك.
الأصدقاء اللذين يرافقون آش في هذه السلسلة هم سيرينا (شخصية اللاعب الأنثى في ألعاب الجيل السادس)، لاعبة بوكيمون مبتدئة، بالإضافة إلى قائد قاعة "لومينوس" الرياضية، "كليمونت"، وشقيقته الصغيرة "بوني".
يمسك آش ب"فروكي"، وهو بوكيمون من النوع المائي يشبه الضفدع، حيث تتطور بينهما علاقة قوية بعد أن يتطور إلى الشكل النهائي "غرينينجا".

### الجيل السابع (Sun and Moon)
تمتد هذه السلسلة من الموسم العشرون إلى الموسم الثاني والعشرين.
بينما كان آش يقضي إجازة مع والدته في منطقة "ألولا" (مقتبسة من جزر هاواي)، يقرر البقاء هناك والالتحاق بمدرسة البوكيمون، مع الإقامة لدى "البروفيسور كوكوي".
يتم تنظيم أول دوري بوكيمون على الإطلاق في منطقة "ألولا"، الذي ينتهي بفوز آش، محققًا أخيرًا حلمه في أن يصبح سيد البوكيمون.
تميزت هذه السلسلة بتغيير أسلوب الأنيمايشن إلى أسلوب رسم أكثر فكاهة وطفولية.

### رحلة البوكيمون: المسلسل
تمتد هذه السلسلة من الموسم الثالث والعشرين إلى الموسم الخامس والعشرين.
في هذه السلسلة، يصبح آش وصديقه الجديد "غوه" باحثين في مختبر "البروفيسور سيريز". ويسافران عبر جميع المناطق المختلفة من الأجيال السابقة.
يحلم غوه بالإمساك بكل انواع البوكيمونات في العالم، بما في ذلك البوكيمون الأسطوري "ميو"، بينما يشارك آش في بطولة خاصة تُدعى "سلسلة التتويج العالمية"، محاولاً الوصول إلى القمة ومواجهة "ليون"، بطل منطقة "غالار" وأقوى مدرب بوكيمون في العالم.

## بعض شخصيات المسلسل

الشخصيات الرئيسية في سلسلة "دايمند اند برل"

- الاسم الياباني: ساتوشي | الاسم الإنجليزي: آش كيتشام: الشخصية الرئيسية في المسلسل، هو من بلدة "باليت" في منطقة "كانتو"، لديه شخصية إندفاعية ومتهورة احيانا، يحب معارك البوكيمون أكثر من أي شيء آخر ويحلم بأن يصبح سيد البوكيمون. مؤدية الصوت بالعربية هي: بثينة شيا.
- الاسم الياباني: كازومي | الاسم الإنجليزي: ميستي: قائدة القاعة الرياضية في مدينة "سيروليان"، تتخصص في البوكيمونات المائية. هي الأصغر بين أربع شقيقات غالبًا ما يتنمرن عليها. تبدأ في ملاحقة آش ليدفع لها ثمن دراجتها التي دمرها هجوم كهربائي من بيكاتشو. مؤدي الصوت بالعربية: مجد ظاظا.
- الاسم الياباني: تاكيشي | الاسم الإنجليزي: بروك: قائد القاعة الرياضية في مدينة "بيوتر"، يتخصص في البوكيمونات الصخرية. يتولى رعاية إخوته صغار، مما يجعله يتعلم المسؤولية. كما أنه شخص رومانسي ويغازل تقريبًا كل فتاة يقابلها. يطمح ان يكون مربي بوكيمونات، ثم يقرر أن يصبح طبيب للبوكيمون. مؤدي الصوت بالعربية هو: رأفت بازو.
- الاسم الياباني: كينجي | الاسم الإنجليزي: ترايسي: "مراقب بوكيمون" يرافق آش وميستي خلال سفرهم عبر الجزر البرتقالية. يعتبر "البروفيسور أوك" مصدر إلهام له، ويصبح في ما بعد مساعده. مؤدي الصوت بالعربية هو: أيمن السالك.
- الاسم الياباني: هاروكا | الاسم الإنجليزي: ماي : مدربة مبتدئة من منطقة "هوين"، تكتسب شغفًا بمسابقات البوكيمون.
- الاسم الياباني: ماساتو | الاسم الإنجليزي: ماكس: شقيق "ماي" الصغير، الذي يعرف الكثير عن البوكيمون، غالبًا ما يقدم النصائح لأخته حول تدريب البوكيمون.
- الاسم الياباني: هيكاري | الاسم الإنجليزي: داون : منسقة بوكيمون مفعمة بالثقة والشغف من منطقة "سينو"، تريد أن تتبع خطى والدتها.
- الاسم الياباني: موساشي | الاسم الإنجليزي: جيسي: فتاة متسلطة وأحد أعضاء "عصابة الرداء الأبيض"، تتمتع بشخصية عدوانية نوعا ما. مؤدي الصوت بالعربية هي: فاطمة سعد.
- الاسم الياباني: كوجيرو | الاسم الإنجليزي: جيمس: شريك "جيسي" الساذج، الذي ينتمي إلى عائلة غنية، وغالبًا ما تفرض عليه "جيسي" أوامرها. مؤدي الصوت بالعربية هو: زياد الرفاعي.
- الاسم الياباني: نيارث | الاسم الإنجليزي: مياوث: شريك "جيسي" و"جيمس"، بوكيمون قادر على التحدث بلغة البشر، وغالبًا ما يكون هو العقل المدبر في خطط العصابة. مؤدي الصوت بالعربية هو: عادل أبو حسون.
- الاسم الياباني: جوي | الاسم الإنجليزي: الممرضة جوي: مجموعة من الممرضات اللاتي يشبهن بعضهن البعض ويحملن نفس الاسم، وهن جميعًا يتقاربن ببعضهن. تعمل كل ممرضة في مدينة أو بلدة مختلفة. وعادةً ما ترافقها البوكيمون "شانسي". مؤدي الصوت بالعربية هي: آمال سعد الدين.
- الاسم الياباني: جونستا | الاسم الإنجليزي: الشرطية جيني: مجموعة من الشرطيات، جميعهم يتقاربن ببعضهم البعض، ويحملون نفس الاسم والشبه. وغالبًا ما يرافقهن البوكيمون "غراوليث". مؤدي الصوت بالعربية هي: فدوى سليمان.
- الاسم الياباني: اوكيدو | الاسم الإنجليزي: الأستاذ أوك: باحث بوكيمونات وهو من يصمم جهاز "البوكيدكس"، مختبره في بلدة "باليت"، أين يعطي للمدربين الجدد بوكيمونهم الإبتدائي. مؤدي الصوت بالعربية هو: مروان فرحات.
- الاسم الياباني: هاناكو | الاسم الإنجليزي: ديليا كيتشام: والدة آش التي تقيم في بلدة "باليت". مؤدي الصوت بالعرية هو: أنجي اليوسف.
- الاسم الياباني: شوغيري | الاسم الإنجليزي: غاري أوك: منافس آش منذ الطفولة، وحفيد "الأستاذ اوك"، ذو شخصية مغرورة ويزعم انه مدرب أفضل من أش.
- الاسم الياباني: سكاكى | الاسم الإنجليزي: جيوفاني: رئيس "فريق روكيت" الغامض، هذه الشخصية هي كنوع من السخرية من زعماء المافيا الإيطالية، وتم إعطائه الاسم الإيطالي "جيوفاني" في النسخة المدبلجة.
- الاسم الياباني: ياماتو| الاسم الإنجليزي: كاسيدي: عضو في "فريق روكيت" ومنافسة جيسي.
- الاسم الياباني: كوسابورو | الاسم الإنجليزي: بوتش: عضو في "فريق روكيت" ومنافس جيمس.

## طاقم العمل العربي

### دبلجةمركز الزهرة
- الأصوات:
  - بثينة شيا - آش كيتشام
  - فاطمة سعد - جيسي، شخصيات ثانوية
  - زياد الرفاعي - جيمس، شخصيات ثانوية
  - عادل أبو حسون - مياوث، بروك (الصوت الثاني)، شخصيات ثانوية
  - آمال سعد الدين - غاري، الممرضة جوي، تود سناب، شخصيات ثانوية
  - رأفت بازو - بروك، جيوفاني
  - مجد ظاظا - ميستي
  - فدوى سليمان - الشرطية جيني، ريتشي، شخصيات ثانوية
  - مروان فرحات - الأستاذ أكاي، الراوي، شخصيات ثانوية
  - أنجي اليوسف - ديليا كيتشام (غير مدرج)
  - أيمن السالك - تريسي (غير مدرج)
  - لورا أبو أسعد - الممرضة جوي، الشرطية جيني (الصوت الثاني) (غير مدرج)
- الإعداد: حنا يوسف
- المراجعة: شفيق بيطار
- التدقيق اللغوي: د.حمود يونس
- تسجيل الصوت: نديم سليمان
- المكساج: لويس أبو عسلي
- المونتاج: حسان عاتكة، مصطفى قلعجي
- الإشراف الهندسي: رامز ترجمان
- الحاسوب: محمد مازن رمضان، فهد نجم
- كلمات الشارة: رشا رزق
- غناء: طارق العربي طرقان، بسام الحسوني
- التنسيق الإداري: عماد الشيخ خالد
- المتابعة المالية: محمد حسان مهنا، عبد القادر نبهان
- متابعة الإنتاج: رضوان حجازي
- م. المخرج: ميادة عودة
- حقوق التوزيع في البلاد العربية: KM Productions
- الإشراف العام: مناع حجازي
- دبلجة: مركز الزهرة للإنتاج الفني والتوزيع
- الإشراف الفني: مأمون الرفاعي

### دبلجةSuper M Productions
- الأصوات:
  - جهاد الأطرش - الراوي (الجزء الثالث والرابع)، الأستاذ آلم، شخصيات ثانوية
  - منى مجذوب - آش كيتشام (الجزء الثالث والرابع)
  - جمانة الزنجي - ميستي، الشرطية جيني (الجزء الرابع)
  - نبيل عساف - بروك
  - كلوديا مرشليان - جيسي (الجزء الثالث)
  - عبدو حكيم - جايمس، ماكس
  - حسن حمدان - مياوث
  - طارق كعكاتي - ترايسي، شخصيات ثانوية
  - إيمان بيطار - الشرطية جيني (الجزء الثالث)، جيسي (الجزء الرابع)، الممرضة جوي (الجزء الرابع)، ماي، شخصيات ثانوية
  - فادي الرفاعي - الراوي (الجزء السادس)، شخصيات ثانوية
  - جيهان الملا - الممرضة جوي (الجزء الثالث)، شخصيات ثانوية
  - ناجي شامل- شخصيات ثانوية
  - إسماعيل نعنوع - الأستاذ أوك (الجزء الثالث)، جيوفاني، شخصيات ثانوية
  - وسام صباغ - غاري أوك، شخصيات ثانوية
  - جمال حمدان - كيرت
- كمبيوتر: جلال مسعود
- مونتاج وميكساج: جمال مقلد
- تنفيذ: محسن عواضة
- الإشراف الفني: وليد مرعي
- الإشراف العام: مفيد مرعي

### دبلجةنتفليكس
- ترجمة: ماري تيريز غيا
- إخراج: علاء بيطار، غدير بزي، سمير فهد
- الأصوات:
  - رنا الرفاعي ـ آش كيتشام
  - لمى مرعشلي ـ غوه
  - فادي رفاعي ـ البروفيسور سوريز، شخصيات ثانوية
  - غدير بزي ـ كلوي
  - ريمون فرنسيس ـ المعلق
  - أسمهان بيطار ـ جيسي، سينثيا
  - عبدو حكيم ـ جايمس
  - حسن حمدان ـ مياوث، شخصيات ثانوية
  - جيهان ملا ـ الممرضة جوي
  - حسان حمدان ـ ليون
  - ليلى شماس ـ كريسا، آليستر، شخصيات ثانوية
  - غسان حداد ـ رين، كيلن
  - سام غصن ـ ميوتو، شخصيات ثانوية
  - زياد ابو منذر ـ السيد روز
  - سعد حمدان ـ البروفيسور آوك
  - سهير ناصر الدين ـ ديليا، هوراس، دانيكا، شخصيات ثانوية
  - علاء زاعور ـ شخصيات ثانوية
  - جوزيف عقيقي ـ شخصيات ثانوية
  - يمنى بو حنا ـ شخصيات ثانوية
  - كريستيان الزغبي ـ شخصيات ثانوية
  - ندى نصر ـ سونيا
  - ميرنا حسيني ـ أولينا
  - سيلفانا فلفلي ـ البروفيسور ماغنوليا
  - شربل أيوب ـ مدير متحف العلوم، قائد فريق التنقيب، شخصيات ثانوية
  - إبراهيم ماضي ـ جيوفاني، البروفيسور امارانث، شخصيات ثانوية
  - عماد فغالي ـ لانس، شخصيات ثانوية
  - علي سعد ـ شخصيات ثانوية
  - روزي خولي ـ اوبال
  - إيمان بيطار ـ الضابطة جيني، داون، آيرس، شخصيات ثانوية
  - رالين داغر ـ هاتف روتوم الخاص بغوه، شخصيات ثانوية
  - جيل يوسف ـ بروك
  - فادي عبود ـ غاري أوك، آلين، شخصيات ثانوية
  - علاء بيطار ـ شخصيات ثانوية
  - جمانة الزنجي ـ ميستي
  - جود شهيب ـ هوب
  - داليا خليفة ـ ديانثا
  - شادي شمس ـ ستيفن ستون
  - سيلويت حديب ـ بيا
  - حسن مصري ـ بيرز

## أجزاء وحلقات المسلسل
يحتوي المسلسل على 25 جزءا وأكثر من 1200 حلقة، دُبلجت إلى اللغة العربية الأجزاء السبعة الأولى والأجزاء الثلاثة الأخيرة.
عندما قامت الشركة الأمريكية 4Kids Entertainment ببيع المسلسل دوليًا لعدة دول ليتم دبلجته إلى لغات مختلفة، تم تقسيم المواسم بشكل متساوٍ إلى 52 حلقة لكل موسم، دون مراعاة التقسيم الياباني الأصلي للفصول أو تسلسل الأحداث في القصة.
قامت شركة البوكيمون العالمية لاحقا بتصحيح التقسيم بين الموسم الثاني والثالث والموسم الخامس والسادس عند إصدار المسلسل على أقراص دي في دي وعلى تطبيق Pokémon TV.

### قائمة الحلقات المدبلجة إلى العربية
قائمة الحلقات حسب ترتيب العرض التلفزيوني والدبلجة العربية، حيث كل موسم مُقسم إلى 52 حلقة.

#### الموسم الأول بعنواندوري إنديغو
| رقم الحلقة حسب الترتيب الياباني | رقم الحلقة حسب الترتيب الإنجليزي والعربي | عنوان الحلقة                                                                       | وصف للحلقة |
| ------------------------------- | ---------------------------------------- | ---------------------------------------------------------------------------------- | --- |
| 01                              | 01                                       | بوكيمون، لقد اخترتك انت!                                                           | بعدما أطال "آش" صغير السن النوم في يوم اختيار البوكيمون الخاص به، اضطر إلى أخذ البوكيمون الوحيد المتبقي؛ "بيكاتشو" ذو الإرادة القوية.  |
| 02                              | 02                                       | البوكيمون في خطر                                                                   | مدينة "فيرديان" في حالة تأهب قصوى من اللصوص أمثال "جيسي" و"جيمس" و"ميوث"؛ أعضاء فريق الصاروخ الذي يحاول سرقة البوكيمونات القوية.       |
| 03                              | 03                                       | آش يمسك ببوكيمون                                                                   | يُمسك "آش" "كاتربي" أول بوكيمون يستطيع إمساكه على الإطلاق! لكن تشعر "ميستي" بالاشمئزاز منه وتصدّ محاولاته للتقرب منها.                   |
| 04                              | 04                                       | مغامرة تحدي الساموراي                                                              | يهجم سرب من بوكيمونات "بيدريل" الغاضبة على البوكيمون الخاص بـ "آش"، "ميتابود"، مما يُجبر "آش" على الفرار والتخلّي عن بوكيمونه.           |
| 05                              | 05                                       | الوصول الى مدينة بيوتر                                                             | ينصُب "جيسي" و"جيمس" و"ميوث" فخًا لآش ورفاقه، لكنهم في النهاية هم من يقع فيه .                                                           |
| 06                              | 06                                       | كليفري وحجر القمر                                                                  | تعبيرًا عن امتنانه لإنقاذه، يُرشد عالمٌ "آش" وأصدقاءه إلى حجر القمر الأسطوري، الذي يُشاع أنه يَزيد من قوة البوكيمون.                        |
| 07                              | 07                                       | وسام في مدينة سيروليان                                                             | يرفض ثلاثة من مدربي أندية البوكيمون في مدينة "سيروليان" خوض تحدّي "آش"، لكن مدرب نادي بوكيمون رابعًا غامضًا يلبّي الدعوة ويواجهه.          |
| 08                              | 08                                       | الطريق إلى دوري البوكيمون                                                          | يسمع "آش" عن "آي جي"، مدرب البوكيمون الذي لم يخسر أي مباراة في حياته، لذا يتوجه "آش" بكل ثقة نحو نادي "آي جي" ليتحدى هذا الخصم الجديد. |
| 09                              | 09                                       | مدرسة البوكيمون الخاصة                                                             | في معهد البوكيمون التقني، يواجه "آش" و"ميستي" فتاة متغطرسة تتزعّم نظام التدريب الذي يقوم على التنمّر على الآخرين في المعهد.              |
| 10                              | 10                                       | بولباسور والقرية المخفية                                                           | يكتشف الأصدقاء بلدة مسالمة هادئة خفية عن الأعين تسكنها البوكيمونات الجريحة، أو التي هجرها مدربوها.                                     |
| 11                              | 11                                       | شارماندر، البوكيمون التائه                                                         | بعد إنقاذ "تشارمندر" مهجور من هجوم الـ "سبيرو"، يُكافأ لآش ورفاقه على أفعالهم الصالحة عندما يقعون في المتاعب.                           |
| 12                              | 12                                       | انظمام عصابة سكوير                                                                 | بعد إبرام صفقة مع "ميوث"، تمكنت مجموعة من الـ"سكويرتل" من القبض على "آش" وأصدقائه إلى جانب "بيكاتشو" المصاب المحتاج لرعاية طبية.       |
| 13                              | 13                                       | لغز في المنارة                                                                     | يزور أصدقاؤنا منارة تخص باحث ينتظر قدوم أحد البوكيمونات الفريدة من نوعها، والتي لم ترها عين بشرٍ من قبل.                                |
| 14                              | 14                                       | مباراة التيار الصاعق                                                               | يجب على "بيكاتشو" أن يُظهر إرادة أقوى من أي وقتٍ مضى في المعركة لمنافسة "ريتشو" ذي القدرة الكهربائية الهائلة.                            |
| 15                              | 15                                       | معركة على ظهر السفينة                                                              | يخطط "جيمس" و"جيسي" لاستدراج مدربي البوكيمون، ومن بينهم "آش" وأصدقائه، إلى سفينة فاخرة لسرقة البوكيمونات التي يملكونها.                |
| 16                              | 16                                       | بوكيمون السفينة المحطمة                                                            | بعد غرق سفينتهم، يُجبر آش ورفاقه على التعاون مع أعدائهم اللدودين - فريق الصاروخ - للنجاة من المأزق وغرق السفينة.                        |
| 17                              | 17                                       | جزيرة البوكيمونات العملاقة                                                         | بعد النجاة من السفينة الغارقة، يواجه آش ورفاقه محنة أكثر خطورة عندما يهاجهم البوكيمون المتوحش "غيارادوس".                              |
| 19                              | 18                                       | تينتاكول وتينتاكرول                                                                | يقابل الفريق امرأة ثرية ترغب في تحويل منطقة الشعاب المرجانية للجزيرة إلى منتجع سياحي، لكن يعيق سرب من الـ "تينتاكول" عملية البناء.     |
| 20                              | 19                                       | المغنية (دبلجة مركز الزهرة) شبح جبل الملكة (دبلجة نتفليكس)                         | يزور الأصدقاء مدينة تنتشر فيها إشاعة أن شبح فتاة كانت تعيش بها منذ زمنٍ طويل، يقوم بسرقة روح أحد الشباب خلال مهرجان الصيف المحلي.       |
| 21                              | 20                                       | وداعا يا باترفري                                                                   | بعدما سحرته رؤية "بتر فري" وردية اللون، يقاتل "بتر فري" - البوكيمون الخاص بـ "آش" - فريق الصاروخ بقوة وشجاعة البوكيمون الغارق في الحب. |
| 22                              | 21                                       | التأثير بالطاقة الذهنية (دبلجة مركز الزهرة) أبرا والمواجهة الذهنية (دبلجة نتفليكس) | تصل المجموعة إلى مدينة "سافرون" حيث تأمر مدربة النادي "صابرينا" بوكيمون ليستخدم القوى النفسية، وسيحصل "آش" على وسامه الرابع إن هزمها.  |
| 23                              | 22                                       | البرج المرعب                                                                       | يبحث "آش" عن بوكيمون من النوع الشبحي، لذا يتوجه لبرج البوكيمون في مدينة "لافيندر" حيث يُشاع أنهم يقبعون هناك.                           |
| 24                              | 23                                       | هونتر يواجه كادابرا                                                                | يواجه أصدقاؤنا "صابرينا" مدربة البوكيمون النفسية القوية في مدينة "سافرون" حيث يضع "آش" نصب عينيه هدفًا واحدًا: الفوز بوسام "مارش".       |
| 25                              | 24                                       | القرد العصبي                                                                       | يقابل آش ورفاقه بوكيمونًا بريًا إذا أُهين قد ينفجر في نوبة غضب عارمة، ويستخف "آش" بردة فعله غير المتوقعة عندما يحاول الإمساك به.          |
| 26                              | 25                                       | بوكيمون الرائحة الكريهة                                                            | يكتشف "آش" أن العطر الذي قام بانتقاده في أحد المتاجر يُنتج في الصالة الرياضية المحلية، التي يُمنع من دخولها بسبب انتقاداته.              |
| 27                              | 26                                       | بوكيمون التنويم المغناطيسي                                                         | يأتي آش ورفاقه إلى بلدة قد فقدت عددًا كبيرًا من الأطفال، والبوكيمونات المريضة لا تستجيب للعلاج في مركز البوكيمون.                        |
| 28                              | 27                                       | تزين البوكيمون                                                                     | بإلحاح من "بروك"، يزور آش ورفاقه شارع "سيزور"، الشهير بصالونات تجميل البوكيمون المنتشرة به، والمشهور بالنسبة لمربي البوكيمون.          |
| 29                              | 28                                       | البوكيمون الملاكم                                                                  | يوافق "آش" و"بروك" على مساعدة ابنة مدرب بوكيمون هجَر عائلته للتدريب ليلاً ونهارًا للفوز في بطولة الجائزة الكبرى "بوكيمون 1".              |
| 30                              | 29                                       | الشرارة المغناطيسية                                                                | خلال انقطاع الكهرباء في مدينة "غرينجي"، يكتشف "آش" وأصدقاؤه وجود بوكيمون "ماغنيميت" ومجموعة من بوكيمونات "غريمر" المكونة من الوحل.     |
| 31                              | 30                                       | امسكو بالديقلات                                                                    | يجند رئيس العمال المشرف على بناء السد مدربي البوكيمون لمنع بوكيمونات "ديغليت" الحفارة من تدمير السد والعبث بمشروعه.                    |
| 32                              | 31                                       | مباراة النينجا                                                                     | يتعرض "آش" لمجموعة من الفخاخ المعقدة في صالة "فوشسيا" تعرقل سعيه للفوز بالوسام التالي، ثم يواجه تحديًا من مدربة بوكيمون خفية.           |
| 33                              | 32                                       | مباراة البوكيمونات                                                                 | يحل "آش" محل ابنة المزارع المُصابة في السباق السنوي لقياس مدى نموّ بوكيمونات الجميع.                                                     |
| 34                              | 33                                       | إبن الكانغسكان                                                                     | يرافق آش ورفاقه الشرطية "جيني" إلى الغابة لمطاردة صيادي البوكيمون غير الشرعيين في المنطقة.                                             |
| 36                              | 34                                       | عصابة الجسر                                                                        | يعثر "آش" وأصدقاؤه صدفة على مدينة يتعذر الوصول إليها إلا عن طريق جسر طويل لكنهم لا يملكون ما يكفي من المال لاستئجار الدراجات لعبوره.   |
| 37                              | 35                                       | المنزل الغامض                                                                      | يحتمي آش ورفاقه من العاصفة في منزل يتبين أنه "منزل التنكر" للمدربة التي تملك البوكيمون المتحول "ديتو" والذي يتحول "بيكاتشو".           |
| 39                              | 36                                       | وداعا يا بيكاتشو                                                                   | يكتشف "آش" والآخرون مجموعة من الـ "بيكاتشو" البرية في منطقة منعزلة بالغابة، فما هو شعور "بيكاتشو" بعد رؤيته لأقرانه في البرية؟         |
| 40                              | 37                                       | إخوة ايفي المقاتلون                                                                | يقود بوكيمون تائه يدعى "إيفي" الفريق إلى منزل ضخم يستضيف حفلة باذخة تعج بمدربي البوكيمون، والذين يطورون من البوكيمون بأحجار التطور.    |
| 41                              | 38                                       | إستيقظي يا سنورلاكس                                                                | يوافق "آش" و"ميستي" و"بروك" على تقصّي أمر نقص المياه الغامض في المدينة، في محاولة منهم لرد جميل إطعامهم.                                |
| 42                              | 39                                       | المدينة المهجورة                                                                   | يسافر آش ورفاقه إلى مدينة الظلام، حيث يحاول مدربو أندية البوكيمون مصارعة كل مدربي البوكيمون المسافرين الموجودين ضمن حدود المدينة.      |
| 43                              | 40                                       | زحف قطيع الإكزغيوتر                                                                | يقرر "آش" و"ميستي" و"بروك" الذهاب إلى المهرجان المتنقل للاستمتاع والمرح، لكنهم يجدونه عرضًا سحريًا مملاً.                                 |
| 44                              | 41                                       | بارس الجبان                                                                        | يُقسم "ميوث" أن يرد الجميل لـ "كاساندرا" التي عالجته من مرضه، لكن هل سيرغب بقية أعضاء فريق الصاروخ في المساعدة؟                         |
| 45                              | 42                                       | غناء الجيغليباف                                                                    | بعد اكتشاف أن "جيغليبف" تواجه صعوبة في الغناء، تقرر "ميستي" عدم الإمساك بها وتعدها بإيجاد حل لمشكلتها.                                 |
| 46                              | 43                                       | هجوم البوكيمونات المنقرضة                                                          | يقرر "آش" الانضمام لمجموعة البحث عن أحفوريات البوكيمونات المنقرضة ليغتنم الفرصة لهزيمة "غاري"، المشارك أيضًا في موقع الحفر.             |
| 47                              | 44                                       | حادث مؤسف                                                                          | بعد تلقي "بيكاتشو" للعلاج في مركز البوكيمون، يعلم "آش" من الممرضة "جوي" بوقوع حادث، وإصابة الكثير من البوكيمونات.                      |
| 48                              | 45                                       | زواج بالإكراه                                                                      | عندما كان آش ورفاقه يتجولون في الريف يلاحظون ملصقًا لصورة رجلٍ مفقودٍ ولكنه يبدو مألوفًا؛ إن الرجل يشبه تمامًا "جيمس" من فريق الصاروخ.      |
| 49                              | 46                                       | سارق البوكيمونات                                                                   | يُقسم كل من "آش" و"ميستي" على الإمساك ببوكيمون "فارفيتشد" البري النادر، وتواتي كل منهما فرصته عندما يظهر بوكيمون البط البري             |
| 50                              | 47                                       | من سيحصل على توجيبي؟                                                               | يضع "جيمس" و"جيسي" و"ميوث" بيضة بوكيمون "آش" نصب أعينهم، ويبتكرون خطة ماكرة أخرى لسرقتها.                                              |
| 51                              | 48                                       | حديقة البولباصورات الغامضة                                                         | بعدما بدأ ينبعث من بصيلة "بالباصور" وهج غريب، تُجري الممرضة بعض الفحوصات عليه وتكتشف أنه ليس بمريض، بل يتهيّأ للتطور!                    |
| 54                              | 49                                       | فرقة الغروليث الخاصة                                                               | بعد أن دخل "آش" بدون قصد منطقة لتدريب بوكيمون قوات الشرطة "غروليث"، يستفسر إن كان بإمكانه و"بيكاتشو" المشاركة في التدريب.              |
| 55                              | 50                                       | مصور البوكيمونات                                                                   | يقابل "آش" وأصدقاؤه المصور الوحيد المعروف بتصويره لبوكيمون "إيروداكتيل" الحقيقي، لكن يتبيّن أنه نفس الشخص الذي اختطف "آش"!              |
| 56                              | 51                                       | إمتحان القبول لدوري البوكيمونات                                                    | يُسجل "آش" اشتراكه في اختبار القبول لدوري البوكيمون، لكن يعرّض "جيسي" و"جيمس" كل المشتركين لنوعٍ مختلف تمامًا من الاختبارات.               |
| 57                              | 52                                       | مركز تدريب البوكيمونات                                                             | يكتشف "آش" وأصدقاؤه أن مركز تربية البوكيمون الجديد ما هو إلا واجهة لمخطط شنيع يحوكه "بوتش" و"كاسيدي"، عضوا فريق الصاروخ الجديدين.      |

##### الحلقات الممنوعة من العرض:
| رقم الحلقة | وصف للحلقة |
| ---------- | --- |
| الحلقة 18  | * الحلقة 18: (باليابانية: アオプルコのきゅうじつ) (عطلة في أواكسا)، وفي الدبلجة الإنجليزية (بالإنجليزية: Beauty and The Beach) (الجميلة والشاطئ)، تدور أحداث هذه الحلقة حول مشاركة ميستي في مسابقة لملابس السباحة، وقد تم حظرها بسبب الأزياء غير اللائقة، بالإضافة إلى تنكر جيمس في زي امرأة للمشاركة في المسابقة. |
| الحلقة 35  | * الحلقة 35: بوريغون المحارب الإلكتروني (باليابانية: でんのうせんしポリゴン)، وإشتهرت في الوسائل الإعلامية اليابانية بـ"صدمة بوكيمون" (باليابانية: ポケモンショック) (بالإنجليزية: Pokémon Shock)، عرضت الحلقة 38 من الموسم الأول لمسلسل بوكيمون بعنوان: "بوريغون المحارب الإلكتروني" بتاريخ 16 ديسمبر 1997 في اليابان، حيث تدور أحداثها حول شخصية آش وأصدقائه أثناء الرحلة داخل جهاز الإرسال الإلكتروني يدعى بوكيبول، حيث يحاول أبطال المسلسل إصلاح الآلة المكسورة، وأثناء الحلقة تم إستخدام تقنية الرسوم المتحركة بوميض أضواء اللوني الأزرق والأحمر على الشاشة لكي يجعل هذه الانفجارات تبدو افتراضية لمدة 6 ثوان. الحلقة تسببت في إصابة أكثر من ستمئة مشاهد ياباني تتراوح أعمارهم بين 3-58 عامًا (معظمهم من الأطفال) من آثار سلبية، بما في ذلك نوبات صرع، قيء، التهاب العينين وأعراض أخرى ذات صلة، بسبب استخدام تأثير وميض الفلاش، وتم نقلهم الى المستشفيات. المشهد اللذي تسبب في النوبات هو جزء مدته أربع ثوانٍ حيث يستخدم بيكاتشو هجومًا كهربائيًا على مجموعة من صواريخ، لتوميض الشاشة بشكل ساطع ويتناوب بسرعة بين الأحمر والأزرق. عرضت الحلقة لمرة واحدة فقط. ولم يتم إصدار هذه الحلقة تجارياً أو إعادة بثها في أي مكان في العالم، حيث قرر شركة نينتندو حذفها، وعدم عرضها على القنوات التلفزيونية الأجنبية تفادياً لأي أزمات صحية. وبسبب هذه الحادثة توقف عرض المسلسل لمدة أربعة أشهر. |
| الحلقة 38  | * الحلقة 38: (باليابانية: ミニリュウのでんせつ) (أسطورة منيريو)، تم حظر هذه الحلقة بسبب الاستخدام المكثف للمسدسات النارية خلالها. حيث يوجه حارس منطقة السفاري، مسدسًا إلى رأس آش عدة مرات، بل ويطلق النار على فريق روكت في إحدى اللحظات. أدى حظر هذه الحلقة إلى وجود ثغرة كبيرة في الحبكة وخطأ في الاستمرارية في النسخة المدبلجة، حيث كانت هذه هي الحلقة التي يمسك فيها آش ب30 من بوكيمونات "التوروس". |

#### الموسم الثاني
| رقم الحلقة حسب الترتيب الياباني | رقم الحلقة حسب الترتيب الإنجليزي والعربي                           | عنوان الحلقة                                                            | وصف للحلقة |
| ------------------------------- | ------------------------------------------------------------------ | ----------------------------------------------------------------------- | --- |
| 52                              | 01                                                                 | نجمة مهرجان التسوق                                                      | تتنافس ميستي وجيسي على لقب ملكة مهرجان الأميرة! يعير آش وبروك بوكيموناتهما لميستي من أجل المعركة، وتتعرّض جيسي للهزيمة على الرغم من امتلاكها بوكيمون مفاجئ. |
| 53                              | 02                                                                 | البطل المزيف                                                            | إنّه يوم الأطفال، ويساعد آش وأصدقاؤه بعض أطفال المدرسة في الاحتفال. يفسد فريق روكيت المتعة بإمساكهم بطفل بدلاً من بيكاتشو. في تحوّل صادم للأحداث، يصبح ميوث شخصاً صالحاً... أم أنه كذلك؟ |
| 58                              | 03                                                                 | رجل الأحاجي                                                             | يسافر آش ورفاقه إلى جزيرة سينابار، حيث يأمل آش في الفوز بشارة البركان. تقدّم شخصية غريبة ألغازاً عن كيفية العثور على النادي، حيث يخوض آش وبيكاتشو معركة نارية ضد بوكيمون لم يسبق لهما رؤيته من قبل! |
| 59                              | 04                                                                 | البركان الثائر                                                          | حدد آش أخيراً موقع النادي، المعلّق فوق بركة من الحمم البركانية المنصهرة! لا يمكن أن يساعده في هذه المعركة للفوز بشارة البركان سوى بوكيمون قوي من نوع النار؛ لذا يجب على آش الاعتماد على بوكيمونه شاريزارد سيئ السلوك. |
| 60                              | 05                                                                 | إستيقاظ بلاستويز                                                        | بينما كان آش والفريق يسرعون للحاق بالعبّارة الأخيرة من جزيرة سينابار، ينحرفون عن مسارهم بسبب مجموعة من سكويرتل ووارتورتل وبلاستويز الذين يحتاجون إلى مساعدتهم! |
| 61                              | 06                                                                 | الإستعراض المائي                                                        | بوكيمون ميستي، هورسي، بحاجة ماسة إلى التدريب، لذا يقرّر الفريق أخذه إلى صالة أخواتها الرياضية في مدينة سيرولين. وهناك، تكتشف أنّ أخواتها يخططن لعرض باليه شائق تحت الماء. |
| 62                              | 07                                                                 | زوار من الفضاء                                                          | ينحرف آش وبروك وميستي عن مسارهم في طريقهم إلى مدينة فيريديان، عندما تختفي جميع ممتلكاتهم في ظروف غامضة. أثناء بحثهم عن أغراضهم المفقودة، يجدون أنفسهم متورطين في مواجهة قريبة خارجة عن المألوف حقاً! |
| 63                              | 08                                                                 | معركة من أجل الوسام                                                     | يشق آش ورفاقه طريقهم إلى مدينة فيريديان، حيث يأمل آش في الفوز بشارة الأرض. يصلون إلى النادي الرياضيّ في الوقت المناسب ليشاهدوا منافسه غاري يُهزم على يد بوكيمون غير معروف، ويصرّ غاري على أنه شرير! |
| 64                              | 09                                                                 | عرض في السيرك                                                           | في طريق عودتهم إلى مدينة باليت، يصادف آش ورفاقه مستر مايم الهارب. يتنكر آش في هيئة مستر مايم آخر حتى يتمكن من الاقتراب منه. عندما يهاجم فريق روكيت، هل سيمسكون بمستر مايم الصحيح؟ |
| حلقة خاصة                       | 10 (تم لاحقا منع إعادة عرض هذه الحلقة بسبب ظهور البوكيمون "جينكس") | الدمية المسروقة                                                         | حلقة خاصة من جزئين تم تأخير عرضها خصيصاً لكي تُعرض في شهر ديسمبر فترة عيد الميلاد، حيث تظهر فيها شخصية سانتا كلوز، ويظهر فيها تشارمندر على رغم من تطوره الى تشاريزارد في الحلقات السابقة. يجد آش ورفاقه أنفسهم عند مفترق طرق ويقرّرون تسلق جبل شديد الانحدار وخطير. يتوه بيكاتشو، وينبغي عليهم أن يعملوا جميعاً معاً للعثور عليه والبقاء دافئين والصمود في وجه العاصفة. |
| حلقة خاصة                       | 11                                                                 | العاصفة الثلجية                                                         | حلقة خاصة من جزئين تم تأخير عرضها خصيصاً لكي تُعرض في شهر ديسمبر فترة عيد الميلاد، حيث تظهر فيها شخصية سانتا كلوز، ويظهر فيها تشارمندر على رغم من تطوره الى تشاريزارد في الحلقات السابقة. يجد آش ورفاقه أنفسهم عند مفترق طرق ويقرّرون تسلق جبل شديد الانحدار وخطير. يتوه بيكاتشو، وينبغي عليهم أن يعملوا جميعاً معاً للعثور عليه والبقاء دافئين والصمود في وجه العاصفة. |
| 65                              | 12                                                                 | محمية البوكيمون                                                         | في زيارة إلى منزل البروفيسور أوك، يلتقي آش بـغاري ويتحدثان عن دوري البوكيمون القادم. يقول البروفيسور أوك إنه ينبغي عليهما أن يتعلما أحدهما من الآخر بدلاً من التنافس، وأنّ العمل الجماعي يؤتي ثماره عندما يهاجم فريق روكيت! |
| 66                              | 13                                                                 | حل لغز التطور                                                           | ينضم آش إلى والدته لقضاء إجازة في جزيرة زبد البحر. أثناء تواجده هناك، يبحث عن مبرمج بوكيديكس ليتعلّم عن التطور غير العادي لسلوبوك. يُكشف هذا اللغز بشكل مفاجئ من خلال ثرثرة فريق روكيت! |
| 67                              | 14                                                                 | الموجة الكبرى                                                           | عندما ينجرف آش أثناء محاولة ركوب الأمواج، ينقذه فيكتور ويخبره عن هومونغادونغا، وهي موجة عملاقة تظهر كل 20 عاماً. هل سيتمكّن آش وبيكاتشو من منح فيكتور الثقة التي يحتاجها لركوب الموجة العملاقة؟ |
| 68                              | 15                                                                 | غلووم المدهش                                                            | في مدينة باليت، يلتقي آش وأصدقاؤه بفلوريندا، التي تعمل في المشتل المحليّ. بوكيمونها غلوم لا يتطور، لذا فهي تخشى أنها لا تدربه بشكل صحيح. عندما يهاجم فريق روكيت، يرى الجميع كم يمكن أن يكون البوكيمون قوياً! |
| 69                              | 16                                                                 | إضاءة، إستعد، تصوير                                                     | يأتي مُخرج مشهور إلى البلدة، ويريد الجميع أن يكونوا نجم الفيلم! بما أنه لا يريد سوى بوكيمون في فيلمه، يقاتل آش وبروك وميستي وفريق روكيت بشدة للتأكد من أن بوكيمونهم هو الذي سيكون بطل الفيلم مع ويغليتاف. |
| 70                              | 17                                                                 | مدينة الأحلام                                                           | عندما يحضر الفريق العرض الأول لفيلم ”بوكيمونات واقعة في الحب“، يسترجع ميوث ماضيه المؤلم. ويشارك قصة حياته قبل انضمامه إلى فريق روكيت، بما في ذلك كيف تعلم المشي والتحدث مثل البشر. |
| 71                              | 18                                                                 | البوكيمون العملاق                                                       | مع بقاء ثلاثة أسابيع فقط قبل بدء مسابقة دوري البوكيمون، يتوجه آش وبروك وميستي إلى جبل هايداواي للعثور على أحد النخبة الأربعة. إنّهم يسعون للحصول على نصائح لتدريب البوكيمون، لكنهم يكتشفون أرضًا مليئةً ببوكيمونات أونيكس المتضخمة بدلًا من ذلك! |
| 72                              | 19                                                                 | لغز اللوح الأثري                                                        | بينما كان آش وبروك يتدربان من أجل دوري البوكيمون، يكتشفان معبدًا مخفيًا يحتوي على أحافير بوكيمون. تتذكر ميستي مدينة مخفية فيها كان يبني الناس معابد لتكريم البوكيمونات. هل يمكن أن يكونوا قد عثروا على مدينة بوكيموبوليس القديمة؟ |
| 73                              | 20                                                                 | أوقف السارق                                                             | يتجه آش ورفاقه إلى بطولة دوري البوكيمون في هضبة إنديغو حين يقابلون مدربًا آخر ذاهبًا في طريقهم. لسوء الحظ، سُرقت جميع شارات النادي لديه، لذا لا يمكنه المشاركة في البطولة... إلّا إذا أخذ شارات آش بدلًا منها! |
| 74                              | 21                                                                 | إفتتاح دوري البوكيمون                                                   | يوشك دوري البوكيمون على البدء بإشعال الشعلة الاحتفالية، التي تحمل لهبًا من بوكيمون مولترس الأسطوري. بالطبع، يحاول فريق روكيت سرقتها! |
| 75                              | 22                                                                 | المباراة الأولى                                                         | إنّه اليوم الأول من دوري البوكيمون، وعندما يعلم أصدقاء آش أنّ معركته الأولى ستُقام في ساحة المياه، فإنّهم ينهالون عليه بالنصائح! |
| 76                              | 23                                                                 | نار وجليد                                                               | مع استمرار دوري البوكيمون، يخوض آش معركة في ساحة الصخور ويواجه فريق روكيت بعد إقامتهم لمركز بوكيمون مزيّف لاستدراج المدربين المتغافلين! |
| 77                              | 24                                                                 | أحداث المباراة الرابعة                                                  | يواجه آش أقوى خصم له حتى الآن في ساحة العشب في دوري البوكيمون! هل هو وبوكيمونه بلباسور مستعدّان لمواجهة خصمه وبوكيمونها القوي سايثر؟ |
| 78                              | 25                                                                 | الصديق عند الضيق                                                        | عندما يلتقي آش بمدرب ذي تفكير مشابه له يُدعى ريتشي في دوري البوكيمون، يصبح الصبيان صديقين مقربين بسرعة—وكذلك الحال بالنسبة إلى بوكيمونيهما البيكاتشو! |
| 79                              | 26                                                                 | المواجهة الصعبة                                                         | في الجولة الخامسة من دوري البوكيمون، تُحدَّد معركة بين آش وريتشي أحدهما ضد الآخر! هل ستصمد صداقتهما في هذه المعركة المهمة؟ |
| 80                              | 27                                                                 | صديقان إلى الأبد                                                        | آش وميستي وبروك يشجعون ريتشي من المدرجات مع اقتراب نهاية دوري البوكيمون، ثم يسيرون معًا في الاحتفالات الختامية. إنّها تجربة ستُلازم آش طوال مسيرته كمدرب! |
| (01) 81                         | 28                                                                 | مهمة جديدة                                                              | يعود آش وأصدقاؤه إلى مدينة باليت ويتلقون استقبالًا يليق بالأبطال، ولكنهم يُرسَلون في رحلة أخرى على الفور! يبحث البروفيسور أوك عن كرة بوكيمون غامضة المظهر، ويطلب من آش وبروك وميستي العثور عليها من أجله. |
| (02) 82                         | 29                                                                 | رحلة مرعبة                                                              | بداية الرحلة في "الجزر البرتقالية". يستعد أبطالنا لرحلتهم الطويلة إلى جزيرة فالنسيا لإحضار كرة بوكيمون غامضة للبروفيسور أوك. وعندما يفوز آش برحلة مجانية على متن المنطاد، يبدو أنّ مشاكلهم في السفر قد انتهت - ولكن من سيقود هذا الشّيء؟ |
| (03) 83                         | 30                                                                 | وداعا يا بروك                                                           | بعد هبوطهم الاضطراري على جزيرة فالنسيا، يتلقى أبطالنا إرشادات إلى مختبر البروفيسورة آيفي، حيث تحتفظ بكرة البوكيمون الغامضة. يُسرّ بروك لاكتشاف أنّ البروفيسورة وزملائها هم مُربي بوكيمونات مثله. |
| (04) 84                         | 31                                                                 | صديق جديد                                                               | بفضل تهويدة جيغليبف المنومة، ينحرف المنطاد الذي يحمل آش وميستي إلى موطنهما عن مساره ويتحطم على جزيرة، حيث يلتقيان بصديق جديد يُدعى ترايسي أثناء محاولتهما مساعدة لابراس ضائع. |
| (05) 85                         | 32                                                                 | تحدي الأمواج                                                            | ينطلق آش وميستي وترايسي لاستكشاف جُزُر البرتقال، وآش مصمم على التأهل للدوري البرتقالي! سرعان ما يكتشف أنّ تحديات الفريق البرتقالي تختلف قليلاً عن معارك النوادي المعتادة. |
| (06) 86                         | 33                                                                 | البوكيمونات الشرسة                                                      | عندما يصل آش وميستي وترايسي إلى جزيرة ماندارين، ينقلب بيكاتشو وتوجيبي ضدهم وينضمان إلى مجموعة من البوكيمونات الغاضبة الأخرى. عندما تختفي البوكيمونات المشاغبة، تخبرهم الضابطة جيني بأنه قد تم الإبلاغ عن اختفاء عشرات البوكيمونات! |
| (07) 87                         | 34                                                                 | الأونيكس الكرستالي                                                      | يجد آش رسالة في زجاجة، مما يقود أبطالنا إلى مغامرة جديدة في جزيرة سنبرست والبحث عن أونيكس مميز جداً! |
| (08) 88                         | 35                                                                 | جزيرة البوكيمونات الوردية (دبلجة مركز الزهرة) في الوردي (إعادة الدبلجة) | يجد أبطالنا أنفسهم في جزيرة بينكان، موطن لعدد كبير من البوكيمونات ذات الألوان الغريبة. يندهش آش وترايسي بهذه البوكيمونات الوردية... وكذلك ثلاثي فريق روكيت! |
| (09) 89                         | 36                                                                 | جزيرة المستحاثات                                                        | بعد انضمام آش وأصدقائه إلى بعثة علمية للتحقيق في مستحاثة كابوتو، سرعان يجدون أنفسهم في مواجهة سلسلة من الكوارث الطبيعية! |
| (10) 90                         | 37 (تم لاحقا منع إعادة عرض هذه الحلقة بسبب ظهور البوكيمون "جينكس") | مسرح البوكيمون                                                          | |
| (11) 91                         | 38                                                                 | وداعا سايدك                                                             | تتحدى مختصة أخرى ببوكيمونات النوع المائي ميستي في معركة وتقدم لها بعض النصائح: إنها تعتقد أنّ بوكيمون ميستي سايداك قد يكون مستعداً للتطور! |
| (12) 92                         | 39                                                                 | جوي الجوالة                                                             | يلتقي أبطالنا بالممرضة جوي المشغولة جداً والتي تضطر للتنقل بين الجُزُر لرعاية جميع البوكيمونات في المنطقة! هل يمكنهم المساعدة في حمايتها من فريق روكيت؟ |
| (13) 93                         | 40                                                                 | مباراة جبلية                                                            | في التحدي الثاني لآش ضد الفريق البرتقالي، يجب عليه أن يتسلق جبلًا، ويبني زلاجة، ويفوز في سباق زلاجات! هل تمتلك بوكيموناته القدرات اللازمة لمساعدته في تجاوز هذه العقبات؟ |
| (14) 94                         | 41                                                                 | آكل الشجر                                                               | استكشافات أبطالنا تأخذهم إلى جُزُر الغريبفروت السبع، حيث يكتشفون أنّ الفاكهة الشهيرة في الجُزُر قد بدأت في الاختفاء! ينطلق آش وميستي وترايسي للقبض على المسؤول عن هذا الأمر. |
| (15) 95                         | 42                                                                 | كأس البطولة                                                             | عندما يستعيد الغواصون كأس بطولة الدوري البرتقالي العريق، يتوجه أبطالنا مباشرةً إلى متحف الفنون حيث يُعرض الكأس لتفقده! ولكن، لسوء الحظ، فريق روكيت سبقهم بالفعل... |
| (16) 96                         | 43                                                                 | ميوث حاكما                                                              | عندما يتحطم منطاد فريق روكيت على جزيرة، يصبح ميوث محور الاهتمام عندما يخطئ السكان المحليون في اعتباره "ميوث العظيم جالب الخيرات"، المخلوق القوي الذي ذُكر في النبوءة. ماذا سيحدث عندما يكتشفون الحقيقة؟ |
| (17) 97                         | 44                                                                 | السايثر الجريح                                                          | تنزعج ميستي عندما يهبط أبطالنا على جزيرة تعج ببوكيمونات من نوع الحشرات، ولكن آش وتراسي يستمتعان بذلك كثيراً. عندما يجدون سايثر مصاب، هل تستطيع ميستي التغلب على اشمئزازها ومساعدته؟ |
| (18) 98                         | 45                                                                 | يوم إجازة                                                               | عندما يجد آش وأصدقاؤه جزيرة رائعة مليئة بأنواع مختلفة من شجر الفاكهة، يقررون أخذ قسط من الراحة والاستمتاع بالخيرات! بالطبع، فريق روكيت لديهم أفكار أخرى... |
| (19) 99                         | 46 (تم لاحقا منع إعادة عرض هذه الحلقة بسبب ظهور البوكيمون "جينكس") | إعرف بوكيمونك                                                           | |
| (20) 100                        | 47                                                                 | الشقيقان                                                                | يلتقي أبطالنا بمدربين لا يبدو أنهما على وفاق على الإطلاق، على الرغم من أنّ بوكيموني نيدوران الخاصين بهما مغرمان ببعضهما البعض بشكل واضح. ميستي مصممة على حل هذا التحدي الرومانسي! |
| (21) 101                        | 48                                                                 | قطيع الماغنامايت                                                        | بينما يشق أبطالنا طريقهم عبر عاصفة رعدية، يلاحظون مجموعة من بوكيمونات الماغنمايت تمتص الكهرباء من الصواعق. عندما يصلون أخيراً إلى البلدة للراحة، يحدث انقطاع في الكهرباء! هل تستطيع بوكيموانات الماغنمايت المساعدة في حل المشكلة؟ |
| (22) 102                        | 49                                                                 | الوحش الغامض                                                            | في مدينة تروفيتوبوليس، يسمع آش وأصدقاؤه قصصاً عن نوع من الوحوش سبّب الذعر للجميع، وعندما تنشق الأرض وتبتلعهم في المجاري، يبدو أنهم قد يقابلون ذلك الوحش وجهاً لوجه! |
| (23) 103                        | 50                                                                 | مباراة فوق الصخور                                                       | بعد أن غاصت ميستي في دوامة لإنقاذ فتاة، اكتشفت أن شقيق الفتاة رودي، معجب بها كثيراً. وتزداد الأمور تعقيداً عندما يتبين أنه قائد ناد رياضي على آش أن يتحداه في التحدي القادم! |
| (24) 104                        | 51                                                                 | مصير مشترك                                                              | ينطلق آش وأصدقاؤه في رحلة للبحث عن بوكيمون ضخم، لكنهم يقعون ضحية خدعة فريق روكيت، ويختطف بيدغوت العملاق بيكاتشو وميوث، حيث يتعين على الجميع التعاون لاستعادتهما! |
| (25) 105                        | 52                                                                 | تجمد تشاريزارد                                                          | بعد السماع عن آش من قائد الصالة الرياضية في جزيرة تروفيتا، يبحث عنه مدرب آخر ليتحداه في معركة... وبعد أن أغمى على بيكاتشو، لجأ آش إلى تشاريزارد. لكن هل يستطيع أن يقنع البوكيمون العنيد بإطاعة أوامره؟ هذه أخر حلقة من دبلجة "مركز الزهرة". |

#### الموسم الثالث
بدء عرض هذا الموسم في 25 نوفمبر 2001 على قناة آرتينز.
| رقم الحلقة حسب الترتيب الياباني | رقم الحلقة حسب الترتيب الإنجليزي والعربي | عنوان الحلقة          | وصف للحلقة |
| ------------------------------- | ---------------------------------------- | --------------------- | --- |
| (26) 106                        | 01                                       | حرب البوكيمون المائية | أول حلقة من دبلجة شركة "سوبر أم للإنتاج" اللبنانية. يفسد حريق هائل في مستودع قريب خطط أبطالنا. وعندما يحاولون إخماد النيران، يجدون أنفسهم سريعاً بحاجة إلى فريق الإطفاء المحلي: فريق وارتورتل!               |
| (27) 107                        | 02                                       | معركة الطعام          | عندما تنكسر كرة بوكيمون سنورلاكس، يواجه آش مشكلة كبيرة: كيف سيتمكن أبطالنا من نقل سنورلاكس النائم عبر ممر جبلي إلى أقرب مركز بوكيمون؟                                                                       |
| (28) 108                        | 03                                       | مشكلات كبيرة          | آش متشوق للفوز بالميدالية الأخيرة في الدوري البرتقالي، وسرعان ما يكتشف قوة قائدة الصالة الرياضية التي تساعده في صد هجوم مفاجئ آخر من فريق روكيت!                                                            |
| (29) 109                        | 04                                       | المراقب غير العادي    | بعد اكتشاف غواصة أحد العلماء في البحر، سرعان ما يُحاط أبطالنا بأبحاث حياته: مدرسة ماغيكارب لرش الماء! ويريدون مساعدته في دراسة تطور ماغيكارب، لكن فريق روكيت له أفكار أخرى...                                |
| (30) 110                        | 05                                       | الغبار المنوم         | بعد إصابة آش وتريسي بالشلل بسبب غبار نبات فيلبلوم البري، يقع على عاتق ميستي مهمة العثور على نبتة محلية وإنقاذهما!                                                                                           |
| (31) 111                        | 06                                       | مرحبا "باميلو"        | بعد فوزه بميداليات الدوري البرتقالي الأربع، يواجه آش تحدياً أخيراً قبل تتويجه بطلاً للدوري. فهل يتمتع بالمؤهلات اللازمة؟                                                                                       |
| (32) 112                        | 07                                       | هزيمة دراقونايت       | تستمر معركة آش من أجل الفوز ببطولة الدوري البرتقالي، وسرعان ما يكتشف أن عليه مواجهة دراغونايت القوي ليتوج بطلاً للدوري البرتقالي!                                                                            |
| (33) 113                        | 08                                       | عاش لاس لابرس         | في محاولة إنقاذ مدرسة لابراس محلية من الصيادين، يتعين على أبطالنا إيجاد طريقة لإقناع هؤلاء البوكيمون المشككين بأنهم أصدقاء... قبل فوات الأوان!                                                              |
| (34) 114                        | 09                                       | عملية تطويق الكترود   | يبحث أبطالنا عن عبارة للوصول إلى بلدة باليت، لكن سرعان ما يكتشفون أن الميناء مهجور... باستثناء إلكترود متفجر! فهل يستطيع آش إيقاف فريق روكيت قبل احتراق العبارة؟                                            |
| (35) 115                        | 10                                       | موقف محرج             | حظي آش باستقبال حافل في الوطن، شمل زيارة من صديق قديم، وزيارة للبروفيسور أوك، وغارة من فريق روكيت. ما أجمل الوطن!                                                                                           |
| (36) 116                        | 11                                       | إحياء المنافسة        | بعد مجيء غاري لإنقاذ فريقه ضد فريق روكيت، ينتهز آش الفرصة... وأخيراً، يتمكن بطلنا من تحدي منافسه في أول معركة بوكيمون لهما!                                                                                  |
| (01) 117                        | 12                                       | لا تلمس هذا البوكيمون | بداية الرحلة في منطقة "جوتو". يستهل آش رحلته في جوتو، وهي منطقة واسعة غير مستكشفة ومكتظة بالبوكيمونات الجديدة بالنسبة إليه وإلى أصدقائه.                                                                    |
| (02) 118                        | 13                                       | فتاة لا تعرف اليأس    | على الطريق مجددًا، هزم آش وبوكيمونه تشارزارد مدربة بوكيمون مستجدة طموحة تُدعى كيسي. ركضت مستاءة قبل أن يواسيها آش، اللحظة المثالية لهجوم عصابة الرداء الأبيض!                                                 |
| (03) 119                        | 14                                       | السائل الحلو          | في غابة يدمرها بيسر هائج، يتعين على آش طلب مساعدة هيراكروس محلي لحماية ديارهم! لكن اتضح أن هذا البوكيمون أقوى مما يبدو عليه...                                                                              |
| (04) 120                        | 15                                       | البوكيمون المتدحرج    | في طريقهم إلى مدينة فايوليت، يصل أبطالنا إلى واد حيث اعتاد دونفان حصد أحجاره الثمينة. ومن البديهي أن عصابة الرداء الأبيض الشريرة في أعقابهم.                                                                |
| (05) 121                        | 16                                       | غابة الأوهام          | |
| (06) 122                        | 17                                       | قوة الزهرة            | في محطتهم الأولى منذ مغادرتهم مدينة نيوبارك، يقرر أبطالنا مساعدة فرقة بيلوسوم راقصة فاقدة للثقة بالنفس على استعادة ثقتها وتقديم عرض في المعرض المقبل.                                                       |
| (07) 123                        | 18                                       | عنكبوت السبينارك      | يصل آش ورفاقه إلى بلدة تعاني جرائم مقلدة تحاكي أسلوب لص أسطوري. تعلّق البلدة آمالها على هؤلاء المدربين اليافعين... كيف سيوقفون هذا الثنائي الإجرامي ورفيقهم مياوث؟                                           |
| (08) 124                        | 19                                       | سنابل الثرية          | حين يعيد أبطالنا سنوبول غير السعيد إلى مدربه الثري، تدور سلسلة أحداث ستغيّر حياة البوكيمون إلى الأبد. |
| (09) 125                        | 20                                       | الظبي الصغير          | حين يكتشف بروك ستانتلر جريحًا وخائفًا في متنزه قريب، يقرر رعايته إلى أن يُشفى. لكن مع ترصّد جيسي وجيمس ومياوث له، هل سيستطيع إبقاء ستانتلر آمنًا؟                                                                |
| (10) 126                        | 21                                       | انقاذ تشيكوريتا       | وهو لا يزال على طريق مدينة فايوليت، يواجه آش شيكوريتا برّية ويحاول الإمساك بها. يدرك أن شيكوريتا خصم أقوى مما توقع، وتزداد الأمور سوءًا مع وصول عصابة الرداء الأبيض...                                        |
| (11) 127                        | 22                                       | شلال البدر الأزرق     | توقفت مهمة البروفيسور أوك لتسليم كرة جي إس الغامضة إلى خبير كرة البوكيمون عندما قام كواجساير ذو العين للأشياء المستديرة بسرقة كرة جي إس من أجل طقوس ليلية...                                                |
| (12) 128                        | 23                                       | صفارة التوقف          | في كمينٍ جديدٍ لفريق روكيت، تُساعد مدربةٌ شابةٌ ومساعدتها ليديبا أبطالنا على توديعهم. ولكن وسط الفوضى، انفصلت مساعدتها ليديبا عن المجموعة - فأين ذهبوا؟                                                          |
| (13) 129                        | 24                                       | صداقة قديمة           | أبطالنا يستريحون في مركز بوكيمون، الذي تديره بليسي، طيبة القلب لكنها مضللة. تزداد الأمور سوءًا عند حضور صديق قديم لبليسي للزيارة فجأةً...                                                                     |
| (14) 130                        | 25                                       | برج البراعم           | بعد وصوله أخيرًا إلى مدينة فايوليت، توقف بحث آش عن النادي الرياضي بسبب رحلة إلى أكاديمية البوكيمون المحلية. كان آش بارعًا في لعب دور المعلم، إلى أن انطلق أحد التلاميذ مع بيكاتشو!                            |
| (15) 131                        | 26                                       | المعركة الجوية        | حان أخيرًا موعد أول معركة لآش في دوري جوهتو الرياضي، وهو يشعر بالثقة. لكن بوكيمون فالكنر الطائر أثبت أنه منافس شرس! هل سيفوز آش ويحصل على شارة الصالة الرياضية الأولى له؟                                    |
| (16) 132                        | 27                                       | البحث عن ماريل        | بعد فوزه الأول بشارة نادي جوهتو، عاد آش ورفاقه إلى الطريق، ووجدوا ماريل الجميلة التي لا تكف عن البكاء! لن يوقفها أي شيء يحاوله أبطالنا، ولن تُجدي غارة فريق روكيت نفعًا بالتأكيد!                             |
| (17) 133                        | 28                                       | دبابة أربوك           | من المؤكد أن أحدث اختراع لفريق روكيت سيحقق نجاحًا كبيرًا... حتى يقوم توجيبي وصديقه الجديد سينتريت بأخذه في جولة!                                                                                              |
| (18) 134                        | 29                                       | طموحات تشاريزارد      | سمع آش عن ملعب تدريب لشارزارد المتوحش، وقرر أنه المكان الأمثل لصقل قوة شارزارد الخاصة به. لكن الدروس القاسية التي سيتعلمها هناك ستغير صداقة آش وشارزارد إلى الأبد!                                          |
| (19) 135                        | 30                                       | ابتسامت الفوز         | في طريقهم إلى صالة أزاليا الرياضية، يكتشف أبطالنا مهرجانًا لزهرة الشمس في بلدة قريبة، ويلتقون بمدربة تشعر زهرة الشمس الخاصة بها بالحزن لدرجة تمنعها من المنافسة. هل يستطيع آش ورفاقه إضفاء البسمة على وجهها؟ |
| (20) 136                        | 31                                       | غضب تشيكوريتا         | آش يجد صعوبة في إقناع تشيكوريتا بالاستماع إليه، وتعتقد الممرضة جوي أن السبب هو الغيرة من صداقة آش مع بيكاتشو! هل يستطيع آش إثبات مدى أهمية تشيكوريتا بالنسبة له؟                                            |
| (21) 137                        | 32                                       | أصدقاء العاصفة        | يلتقي أبطالنا بمدرب يستطيع شركاؤه في هوبيب التنبؤ بالطقس. ولكن في الأفق، تقترب عاصفتان... إحداهما تُدعى "فريق روكيت"!                                                                                        |
| (22) 138                        | 33                                       | سر البطل الخارق       | البطل الخارق الأسطوري غليغارمان يكبر ويفكر في الاعتزال. ولكن، عندما يتجول آش وأصدقاؤه في المدينة، يحضرون معهم تحديًا قد يكون معركته الأخيرة: فريق روكيت!                                                     |
| (23) 139                        | 34                                       | قوة الكهرباء          | عندما يفسد قطيع مريب المشاغب خطط غدائهم، يقرر أبطالنا مساعدة راعيهم الخجول في الوقت المناسب للتنافس في مهرجان المعركة المحلية.                                                                              |
| (24) 140                        | 35                                       | معركة مع البيانات     | عندما يفقد الطالب المتفوق في مركز تدريب البوكيمون اهتمامه بمعارك البوكيمون، ويختار بدلاً من ذلك إنشاء قاعدة بيانات شاملة للبوكيمون، يقع على عاتق آش إقناعه بأن القتال لا يقتصر على الاحتمالات فقط!           |
| (25) 141                        | 36                                       | صائد السينداكويل      | عندما يجد آش سينداكويل في البرية، فإنه يتوق إلى الإمساك به... ولكن يمكنك الرهان على أنه ليس الوحيد! |
| (26) 142                        | 37                                       | موجة الجفاف           | عند وصوله إلى بلدة آزاليا، يزعج آش سكانها الذين يعشقون سلوبوك من دون قصد. وتزداد الأمور سوءًا عند وصول عصابة الرداء الأبيض، حيث يخططون لجمع كل بوكيمونات سلوبوك! ما الذي يسع آش فعله؟                        |
| (27) 143                        | 38                                       | كرات الأبريكون        | يوفي آش بوعده للبروفيسور أوك ويوصل كرة جي إس الغامضة إلى خبير بوكيمون شهير. لكن يكاد جهده يبوء بالفشل عندما تقتحم عصابة الرداء الأبيض الساحة!                                                               |
| (28) 144                        | 39                                       | مواجهة بين البوكيمون  | يصل آش أخيرًا إلى صالة آزاليا الرياضية، لكن سينداكويل ليس متحمسًا كفاية لمواجهة كبار الصالة الرياضية. مع احتدام المواجهة، يبذل آش أقصى جهده لهزيمة البوكيمون من نوع الحشرات!                                  |
| (29) 145                        | 40                                       | حكاية فارفتش          | أخاف مدرب فتى بوكيمونه فارفيتشد وهرب منه. يقدّم أبطالنا المساعدة بكل سرور، لكن عليهم العثور عليه قبل عصابة الرداء الأبيض!                                                                                    |
| (30) 146                        | 41                                       | معرض تبادل البوكيمون  | في مهرجان سنوي لمبادلة البوكيمون، يبحث مدرب فتى عن مبادلة جيدة لبوكيمونه ووبوفيت. يقتنص ثلاثي عصابة الرداء الأبيض الفرص أيضًا، لكن مجموعتي المدربين يحصلون على أكثر مما أرادوا مقايضته.                      |
| (31) 147                        | 42                                       | فريق الاطفاء          | تعيد منافسة مكافحة حرائق جمع شمل بعض أبطالنا بأصدقائهم القدامى، فريق سكويرتل! لكنهم في حاجة ماسة إلى القيادة، لذا يعيد آش وسكويرتل الانضمام إلى صفوفهم.                                                     |
| (32) 148                        | 43                                       | هروب ووبر             | حين يصادفون حضانة لبوكيمون ووبر ويغادر الأستاذ لحالة طارئة، يهب أبطالنا للإنقاذ! لكن كالعادة، أفراد عصابة الرداء الأبيض على إثرهم وينوون الشر...                                                            |
| (33) 149                        | 44                                       | نفق الأونيكس          | في طريقهم إلى مدينة غولدنرود، يُجبر أبطالنا على عبور نفق يحرسه أونيكس غاضب. وما يزيد المهمة صعوبة، قدوم عصابة الرداء الأبيض وسنوبول وجيغلي باف للزيارة...                                                    |
| (34) 150                        | 45                                       | أصدقاء في وقت الحاجة  | بعد سلسلة حوادث سرقة غامضة، يكتشف أبطالنا بعض بوكيمونات هاوندر تجد صعوبة في النجاة في البرية. لمساعدة هذه البوكيمونات السارقة على الاستقامة، يتعين على آش وأصدقائه كسب ثقتهم أولًا.                          |
| (35) 151                        | 46                                       | منازلة التوتودايل     | تشتعل المنافسة بين ميستي وآش من جديد حين يحاولان الإمساك بتوتوديل في الوقت ذاته. بعد عجزهما عن معرفة صاحب الكرة التي أمسكت به، يقرران أن المواجهة هي الطريقة الأمثل لتحديد مدرب توتوديل الجديد.             |
| (36) 152                        | 47                                       | مباريات ساخنة         | حين يسمع آش عن مدربة قريبة يُزعم أنها لا تُهزم، يتحرق شوقًا لتحديها. لكن بوكيمونها سكارموني يُبرح فولبيكس بوكيمون بروك وساينداكويل بوكيمون آش ضربًا، بالرغم من تفوق نوعيهما! كيف يمكن لآش هزيمته؟                |
| (37) 153                        | 48                                       | أسلوب التوتودايل      | يُعجب توتوديل بوكيمون آش بآزوماريل مارة، نجمة العرض في سيرك البوكيمون. حين يصل أفراد الرداء الأبيض لسرقة الأضواء، يتعين على توتوديل الفوز بأكثر من قلب آزوماريل!                                             |
| (38) 154                        | 49                                       | مباراة غير عادية      | يسعى آش للإمساك بنوكتول نادر فريد اللون، لكن هذا البوكيمون الذكي يستخدم التنويم المغناطيسي باستمرار للفوز عليه! هل سيستطيع آش الإمساك بنوكتول وهو نائم؟                                                     |
| (39) 155                        | 50                                       | مغامرة في الغابة      | هجوم مفاجئ من مجموعة أورسارينغ يجبر أبطالنا وأفراد عصابة الرداء الأبيض على الهرب والاحتماء. في خضم الفوضى، تنقسم المجموعتان، ويُجبر الأفراد المختلطون غير المتحمسين على التعاون. لكن كم سيدوم ذلك؟           |
| (40) 156                        | 51                                       | مساعدون أقوياء        | بعد رؤية لافتة في الغابة تحذّر من بوكيمونات ماكرة من النوع الشبحي، يصل أبطالنا إلى بلدة يستخدم ساكنوها أنواعًا نفسية لدحرهم. لكن سرعان ما تصلهم أنباء مخيفة: العملاق جينغار طليق!                             |
| (41) 157                        | 52                                       | البحث عن الشهرة       | يتضح فجأةً أن هوس التنبؤ بمصير البوكيمون ما هو إلا مكيدة لسرقة البوكيمون من المدربين المحليين. لكن جيسي وجيمس ومياوث غير متورطين هذه المرة! من هؤلاء المحتالون؟                                              |

#### الموسم الرابع
بدء عرض هذا الموسم في 1 يناير 2003 على قناة آرتينز.
| رقم الحلقة حسب الترتيب الياباني | رقم الحلقة حسب الترتيب الإنجليزي والعربي | عنوان الحلقة                | وصف للحلقة |
| ------------------------------- | ---------------------------------------- | --------------------------- | --- |
| 158                             | 01                                       | فرصة ذهبية                  | بعد الوصول إلى غولدنرود، آش مستعد لخوض نزال جديد في الصالة، لكن الصالة مغلقة. تتعطل خططهم فيقرر أبطالنا اسكتشاف المدينة الحيوية.                                                                                  |
| 159                             | 02                                       | نهاية سعيدة                 | بعد الخسارة أمام ويتني في صالة غولدنرود، يفكر آش في إعادة النزال أمام ميلتانك القوي. وحينما تقترح ويتني رحلة إلى مصنع ألبان ميلتانك، تحين الفرصة التي يتنظرها آش!                                                 |
| 160                             | 03                                       | عبر الأثير                  | مع فوزه بشارة صالة جديدة، يُطلب من آش المشاركة في برنامج إذاعي محلي. لكن في أثناء تمثيله مقاطع درامية مع "ممثلين محترفين"، تبدأ الأخطار المكتوبة في التحول إلى واقع!                                               |
| 161                             | 04                                       | مباراة صيد الحشرات          | تتحول منافسة لإمساك بوكيمونات الحشرات إلى نشاط حافل حين يواجه آش منافسته كيسي، لكن سرعان ما يقتحم أفراد عصابة الرداء الأبيض الأشرار الساحة، عازمين على الإمساك ببضع بوكيمونات...                                  |
| 162                             | 05                                       | البحث عن البوكيمون          | في طريقهم إلى مدينة إيكروتيك، يعلق أبطالنا عند الجانب الخطأ من النهر. عليهم أولاً العثور على سودوودو... الذي يستعصي حتى على الخبراء!                                                                               |
| 163                             | 06                                       | أحافير ما قبل التاريخ       | حين يكتشف طالب سابق للبروفيسور أوك بعض الأومانايت والأوماستار في البرّية، يُستدعى أبطالنا إلى إنقاذ هذه البوكيمونات مما قبل التاريخ من متاعب عصابة الرداء الأبيض!                                                   |
| 164                             | 07                                       | البوكيمون الزاجل            | خدمة بريد بيدجي السرّية بحاجة إلى مساعدة أبطالنا، خاصةً حين يسعى أعضاء الرداء الأبيض إلى سرقة طيور بيدجي وتسليمها إلى الزعيم!                                                                                       |
| 165                             | 08                                       | قصر الضوضاء                 | بعد انهمار غزير للأمطار، يعثر أبطالنا على عيادة في قلعة تستخدم البوكيمونات العلاجية للتخفيف عن المرضى. لكن حين يعلق بروك والطبيبة في متاهة القلعة، تشتد الحاجة إلى من يساعدهما على الخروج!                        |
| 166                             | 09                                       | معركة القوة                 | بعد مقابلة مالك مسن لصالة بوكيمون، يُستدعى آش ليكون الوريث المختار بدلاً من حفيدته! لكن مع تقدم متحد شرس، هل سيستطيع آش المساعدة في منع تدمير الصالة؟                                                               |
| 167                             | 10                                       | معركة مياه ساخنة            | يجد شيكوريتا وسينداكويل وتوتودايل أنفسهم منفصلين عن المجموعة وعالقين في الوادي! وحين يجد مياوث نفسه عالقاً أيضاً، تتكون شراكة غير متوقعة!                                                                           |
| 168                             | 11                                       | مسابقة الشوكولاطة           | تُجَر ميستي إلى منافسة في بطولة صيد سيكينغ. فهل تستطيع الفوز؟ |
| 169                             | 12                                       | الجميلة والمربي             | منافسة تدريب بوكيمون تمنح أبطالنا فرصة المنافسة واللقاء بصديق قديم وهزيمة عصابة الرداء الأبيض من جديد! |
| 170                             | 13                                       | الدواء المر                 | حين يُصاب آش بمغص شديد بعيداً عن أي مستشفى، يهبّ معالج محلي وأصدقاؤه من تشاكل لعلاجه! |
| 171                             | 14                                       | تلاعب التيار                | مواجهة مع غريمه القديم غاري تعكر صفو آش. لكن حينما يهدد سلاح عصابة الرداء الأبيض الأحدث مركز البوكيمون المحلي، قد يُضطر آش إلى طلب المساعدة منه!                                                                   |
| 172                             | 15                                       | مغامرة جبلية                | بعد لقاء أبطالنا بفريق جبلي وأصدقائهم الليدانيين، تتوجب عليهم المساعدة في حماية الجبل من هجوم عصابة الرادء الأبيض المدمر.                                                                                         |
| 173                             | 16                                       | المهرجان                    | يقاطع مثيرو الشغب هدوء وصفو مهرجان ووبافيت، تُمنع معارك البوكيمون خلال المهرجان، فكيف سيستطيع أبطالنا إذاً الدفاع عن المدينة؟                                                                                       |
| 174                             | 17                                       | المواجهة                    | يسعد آش ورفاقه بلقاء دوبليكا من جديد... على خلاف ثلاثي عصابة الرداء الأبيض حينما يكتشفون تحولات ديتو الصغير الأحدث!                                                                                               |
| 175                             | 18                                       | مشكلة صنابل                 | يقع سنوبول في مصيدة عصابة الرداء الأبيض، ويطالب أعضاء الرداء الأبيض صاحبه الثري بفدية، لكن حينما يقاوم البوكيمون، تصبح جيسي وجيمس ومياوث في ورطة!                                                                 |
| 176                             | 19                                       | بوكيمونات أريادوس           | في طريقهم إلى مدينة إيكروتيك، يكون على أبطالنا مساعدة مدربة معروفة وبوكيمونها أريادوس في حماية مركز فنون قتالية من عصابة الرداء الأبيض المتوحشة!                                                                  |
| 177                             | 20                                       | على جناح السرعة             | حينما يحطم المدرب الشاب يانما تحفة أبيه الزجاجية خطأً، يوحي بفكرة إلى عصابة الرداء الأبيض ستحطم سلام وهدوء البلدة!                                                                                                 |
| 178                             | 21                                       | الطريق العشبي               | حين يسمع "آش" عن بطولة قريبة لـ"بوكيمون" من النوع العشبي، يقرر المشاركة... وسرعان ما تبدأ منافسة تزدهر في خضم المعركة!                                                                                            |
| 179                             | 22                                       | بستان التفاح                | يكون "بيكاتشو" في مأزق حين تخطئ صاحبة البستان بينه وبين أحد "بيشو" الجائعين الذين نهبوا محاصيلها. يريد "آش" المساعدة، ولكن هل ستُثمر جهوده عن إرضاء صاحبة البستان و"البوكيمون"؟                                    |
| 180                             | 23                                       | طلبية خاصة                  | بعد آخر مواجهة مع فريق "روكيت"، يدرك أبطالنا بسرعة أن "توجيباي" مفقود! بينما يبدأون البحث، يكون "توجيباي" قد بدأ في تكوين صداقات في جزء آخر من الغابة.                                                            |
| 181                             | 24                                       | فرصة غير مرئية              | أخيرًا يصل أبطالنا إلى مدينة "إيكروتيك"، ويشرعون في البحث عن الصالة الرياضية، لكنهم ينتهي بهم المطاف داخل برج آيل للسقوط! فجأة، يشتعل البرج بالنار مع احتجاز أبطالنا بالداخل! كيف يمكنهم الهروب؟                   |
| 182                             | 25                                       | من خيال لأخر                | حان الوقت أخيرًا لمعركة آش" الرابعة في الصالة الرياضية! بعد رؤية قوة "جانجر" الخاص بـ"مورتي" في المعركة، ليس لدى "آش" أي أوهام حول مدى صعوبة هذه "البوكيمونات" من النوع الشبح! هل يمكنه الحصول على "شارة الضباب"؟" |
| 183                             | 26                                       | متاعب في الأفق              | حين يلتقي أبطالنا بخمس أخوات جميلات في حديقة ثقافية، يتحدون سريعًا في سلسلة من المعركات الصعبة تشمل إيفي" وبعض أشكاله المتطورة!                                                                                    |
| 184                             | 27                                       | الأوسمة اللامعة             | تسبب مجموعة من موركرو" المزعجة المشاكل لـ"آش" و"فريق روكيت" بسرقة بعض من أثمن ممتلكاتهم! الآن، السباق على أشده لاستعادتها!                                                                                        |
| 185                             | 28                                       | أضواء مبهرة                 | في منظر صحراوي قاس، يظهر ضوء غريب، وتنشأ مدينة من الأنقاض أمام أبطالنا. ولكن كيف أصبحت المدينة بهذا الشكل؟ هل يمكن أن يكون لذلك علاقة بعرض الأضواء الجميل؟                                                        |
| 186                             | 29                                       | البوكيمون المخيف            | هناك لص طعام بين أبطالنا... هل يمكن أن يكون لهذا علاقة "بـتيديورسا" اللطيف والجميل الذي انضم إليهم في رحلتهم؟ |
| 187                             | 30                                       | صورة متحركة                 | حين يجتمع أبطالنا مع مصور "البوكيمون" "تود سناب" مجددًا، يشرع بهم في مغامرة للعثور على "البوكيمون" الأسطوري "أرتيكنو"!                                                                                             |
| 188                             | 31                                       | ينبوع ساخن                  | خلال البحث عن أرتيكونو، يقابل أبطالنا ثلاثة سويناب يتمتعون بحاسة الشم القوية ومحبين للشم، ويحاول أفراد الرداء الأبيض استغلالهم!                                                                                   |
| 189                             | 32                                       | لقطة ثابتة                  | يعثر أبطالنا أخيرًا على أرتيكونو، لكنهم قادوا عصابة الرداء الأبيض إلى البوكيمون الأسطوري أيضًا! |
| 190                             | 33                                       | الحجارة المفقودة            | سعاة بريد من أركاناين وغرولايث ينقذون آش وأصدقاءه، وعليهم بالمقابل أن ينقذوا لهم شحنة أحجار النار من طموح عصابة الرداء الأبيض الملتهب!                                                                            |
| 191                             | 34                                       | الخدعة                      | يصل أبطالنا إلى قرية تعشق دانسبارس ويحاول سكانها مساعدة المدرب الأخير البائس في العثور على بوكيمونه! |
| 192                             | 35                                       | ووبافيت المتفرد             | يحتدم السباق للوصول إلى ووبافيت الخاص بعصابة الرداء الأبيض بعد أن يهرب حاملًا مفتاحًا لقفص منيع... قفص فيه بيكاتشو الخاص بآش!                                                                                       |
| 193                             | 36                                       | أحلام بروك                  | عند مرض بروك، يتحتم على آش وميستي تأمين الراحة والطعام للمجموعة. لكن قلة خبرتهما وتدخل عصابة الرداء الأبيض يزيدان من صعوبة مهماتهما الجديدة!                                                                      |
| 194                             | 37                                       | أبطال الحلبة                | يسمع آش عن بطولة سومو محلية للبوكيمون ويقرر المشاركة فيها. ولديه البوكيمون الملائم لهذه المهمة: سنورلاكس! |
| 195                             | 38                                       | الناطق بلغة البوكيمون       | يقدّم شخص يدعي أنه مترجم للبوكيمون المساعدة لبيكاتشو المنهك في الطريق، لكن سرعان ما يكتشف أبطالنا أنه مطلوب للشرطة بتهمة الاحتيال. فمن سيصدقون؟                                                                    |
| 196                             | 39                                       | هوس السيطرة                 | بعد السماع عن قطعة أثرية تساعد مرتديها على التحكم بالبوكيمون، تستعد جيسي وجيمس وميوث لاقتحام موقع حفريات والحفر بحثًا عن كنز العمر!                                                                                |
| 197                             | 40                                       | فن البوكيمون                | يقع فنان عجوز ومساعدوه من سميرغل في ورطة عندما يحاولون تحويل المدينة إلى لوحة فنية ضخمة! |
| 198                             | 41                                       | قلب بروك الحزين             | يلتقي "بروك" أخيرًا بنده حين يتطور لدى مدربة أخرى إعجاب جنوني به … ولكن مع تحول الأدوار، فهو غير متأكد تمامًا من كيفية التصرف حولها!                                                                                |
| 199                             | 42                                       | أحداث مستمرة                | بعد أن تم حبسهما عن طريق الخطأ داخل مولد كهربائي، سيتعين على "آش" و"تشيكوريتا" تجنب "بوكيمون" الأمن العدواني وفريق "روكيت" للخروج بأمان!                                                                          |
| 200                             | 43                                       | مصالحة بايليف               | لا يزال "بايليف" يعتاد على شكله المتطور حديثًا، وحين يفقد "آش" صبره، ينزعج ويهرب. هل يستطيع بطلنا العثور على صديقه مجددًا وتعويضه؟                                                                                  |
| 201                             | 44                                       | مهرجان البوكيمون الاستعراضي | عراف شاب من شعب ناتو يتعلم حرفته، لكنه يفتقر إلى الثقة بالنفس أمام الجمهور. فهل يستطيع "آش" تشجيع موهبة الفنان الشاب؟                                                                                             |
| 202                             | 45                                       | إنفجار المنطاد              | يشارك أبطالنا في سباق عالي السرعة في منطاد الهواء الساخن، ولكن المخاطر ترتفع حين يدخل فريق "روكيت" أيضًا، مما يسبب الفوضى في السحب!                                                                                |
| 203                             | 46                                       | ممثلون وراء الستار          | حين يغادر رجل مقنع "سموشوم" مع أبطالنا، فإنه يكشف عن قصة ستأخذهم طوال الطريق إلى الأضواء الساطعة للشاشة الفضية!                                                                                                   |
| 204                             | 47                                       | مفاجأة رايدون               | تتواصل مهندسة مدنية مع "آش" وأصدقائه لحل مشكلة: لديها فريق من "بوكيمون" الأرض يعملون على بناء نفق، لكنهم مرعوبون من الماء الذي يتسرب باستمرار! هل يستطيع أبطالنا المساعدة؟                                        |
| 205                             | 48                                       | رحلة حول العالم             | على متن منطاد فاخر، يحاول فريق "روكيت" سرقة بعض الأشياء الثمينة من المسافرين الأثرياء - ولكن بعض الكيكليون الشجعان موجودون للتغلب عليهم!                                                                          |
| 206                             | 49                                       | بوكيمون الماء               | تلتقي "ميستي" أخيرًا بأحد معبوديها، الممرضة "جوي" المتخصصة في أنواع الـ"بوكيمون" المائية! لكن الواقع لا يرقى إلى مستوى الحلم حين تكشف الممرضة "جوي" أنها لا تشارك "ميستي" حبها للـ"بوكيمون" المائي…                |
| 207                             | 50                                       | القبض على ميلتانك           | أمام "آش" وأصدقائه عقبة أخيرة قبل مدينة "أوليفين": صحراء حارقة! وحين اختفت "سينداكيل"، لم يعد أمامهم سوى مواجهة الحر!                                                                                             |
| 208                             | 51                                       | صراع مع الضوء               | معركة "آش" القادمة في صالة الألعاب الرياضية جارية، لكن "ياسمين"، قائدة صالة "أوليفين" الحقيقية، سرعان ما ألغت مشاركتها، مدعية أن "آش" كان يقاتل محتالًا! هل سيحصل "آش" الآن على التحدي الذي كان يبحث عنه؟          |
| 209                             | 52                                       | البوكيمون ماتشوك            | بعد تلقي الدواء في مدينة "سيانوود"، سرعان ما يكتشف أبطالنا أن قائد الصالة الرياضية يتدرب بجد مع "بوكيمون" "ماشوك". إنها مسألة وقت فقط قبل أن يقرر "آش" مواجهة "بوكيمون" "تشاك" القتالي وجهًا لوجه!                 |

#### الموسم الخامس
يحتوي هذا الموسم في الأصل على 64 حلقة، تم تقليصه إلى 52 حلقة، وإضافة ال12 حلقة المتبقية في بداية الموسم السادس.
لم تتم دبلجة هذا الموسم إلى اللغة العربية.

#### الموسم السادس
بدء عرض هذا الموسم في 10 ديسمبر 2005 على قناة الجديد.

#### الموسم الثالث والعشرون
الموسم الثالث والعشرون من المسلسل بعنوان رحلة البوكيمون، صدر على نتفليكس في 1 يوليو 2021.
| رقم الحلقة | عنوان الحلقة                                     | وصف للحلقة |
| ---------- | ------------------------------------------------ | --- |
| 01         | دخول بيكاتشو!                                    | رغم تحمّسه لحضور مخيّم البروفيسور "أوك" للبوكيمون يغطّ "آش" في النوم حين يحلّ الموعد، فيما يصل الوافد الجديد المتحمّس "غو" في الوقت المناسب       |
| 02         | الأسطورة؟ هيا! الأصدقاء؟ هيا!                    | يدعو البروفيسور "أوك" "آش" إلى حفل افتتاح مختبر البروفيسور "سيريز" الجديد في مدينة "فيرميليون"، فيما ينطلق "غو" للإمساك ببوكيمون أسطوري.     |
| 03         | برج أيفيصور الغامض!                              | يطلب البروفيسور "سيريز" من "آش" و"غو" التحقيق في الظهور المفاجئ لـ"أيفيسور" في مدينة "فيرميليون"، لكنّ الباحثين يختلفان بشأن أسلوبيهما.       |
| 04         | تسوية سوكورباني!                                 | يتوجّه "آش" و"غو" إلى منطقة "غالار" في مهمّة. وأثناء استراحتهما، تسرق مجموعة من البوكيمونات حقيبة ظهر "آش"... وتذكرتا القطار في داخلها.        |
| 05         | دايناماكس معزز القوة!                            | ينطلق "آش" و"غو" بعد نزولهما من القطار بحثًا عن بوكيمون "دايناماكس". وفي الوقت نفسه، يلاحقهما "سكورباني".                                     |
| 06         | العمل للعودة إلى ميو!                            | بعد معرفة المزيد عن وظيفتي التطبيق على هاتف "روتوم" الخاصّة بهما من البروفيسور "سيريز"، ينطلق "آش" و"غو" للإمساك ببعض البوكيمونات المحلّية.    |
| 07         | جائزة كأس النادي!                                | يسافر "آش" و"غو" إلى منطقة "هووين"، حيث يُسجّل "آش" اسم "غو" في بطولة جائزة كأس الناي، ويمثل "هودج" وشريكه "هارياما" أوّل خصمين لهما.           |
| 08         | سباق الجبل الجليدي!                              | بعدما يعثر أفراد المجموعة على "بيبلاب" منهكٍ، يتوجّهون إلى مدينة "سنوبوينت" في منطقة "سينوه" لجمع شمله مع مدرّبته... ويتبعهم فريق "روكيت".      |
| 09         | إيجاد أسطورة!                                    | يعجّ الإنترنت بأخبار تفيد بأنّ البوكيمون الأسطوري "هو أو" قد شوهد في منطقة "جوتو"، فيتوجّه الباحثان إلى مدينة "إكروتيك" للتحقيق في الأمر.       |
| 10         | سعي دراغوناير للطيران!                           | بعد تصريح قبطان سفينة بأنّ أحد الـ"دراغونايت" قد أنقذه، ينطلق "غو" و"آش" بحثًا عن جزيرة "دراغونايت" التي يعتقدان أنّها موجودة في مكان ما.       |
| 11         | أفضل صديق... أسوأ كابوس!                         | بينما يتعامل طاقم المختبر مع انقطاع غامض للكهرباء، تُفكّر "كلوي" في مستقبلها وعلاقتها بالبوكيمون.                                              |
| 12         | مواجهة شرسة!                                     | يمنح البروفيسور "سيريز" "آش" و"غو" تذكرتين لحضور نهائيّات حفلة التتويج العالمية في منطقة "غالار" حيث يتنافس أقوى المدرّبين من أجل نيل المجد.   |
| 13         | أفضل الأفضل!                                     | حين يقاطع "جيغانتاماكس دريدناو" نهائيات حفلة التتويج العالمية سعيًا وراء فريق "روكيت"، ينطلق "آش" و"غو" وبوكيمونيهما للمساعدة.                |
| 14         | غارة في الأثار!                                  | يسافر "آش" و"غو" إلى منطقة "يونوفا"، حيث يتوجّهان إلى آثار موقع "التايتن" المكتشفة حديثًا في "منتجع الصحراء" للبحث عن بوكيمون.                 |
| 15         | البحث في الثلج!                                  | تجبر الثلوج في مدينة "فيرميليون" البروفيسور "سيريز" على إغلاق المختبر من أجل صيانة النظام فيعود "غو" إلى منزله لبضعة أيام بغرض زيارة عائلته. |
| 16         | اللعنة المفاجأة!                                 | تتواصل مطاردات "غينغر" في المختبر، ويتعهّد "آش" و"غو" أن يمسكا ببوكيمون الأرواح الشرّيرة، فيما يشرح البروفيسور "سيريز" تاريخ المختبر الخارق.   |
| 17         | من الحاضر إلى... إلى المستقبل!                   | يصمّم "سكورباني" على تعلّم حركة "إمبر" الهجومية بعدما يسخر "دارمانيتان" منه في معركة تدريبية، لكنّ الاستحواذ على انتباه "غو" يُشكّل صعوبة.        |
| 18         | الهدف: التتويج!                                  | يتوجّه "آش" و"غو" إلى "فيرميليون"، وهناك يتحدّى "آش" قائدة الماسات البديلة باعتبارها منافسته الأولى في مسابقة حفلة التتويج العالمية.           |
| 19         | موهبة للتقليد!                                   | يزور "غو" و"آش" موقع تصوير، حيث يفرّ النجم "ديتو" بعد شجار مع المُخرج. وحين ينطلقان للبحث عنه، يكون قد التقى بفريق "روكيت" وسقط في قبضته.      |
| 20         | مجموعة أحلام!                                    | يبدأ يوم توجيه البوكيمون في الصباح الباكر، فيقود كلّ من "آش" و"غو" والبروفيسور "سيريز" مجموعة من الأطفال في رحلة شاقة عبر مدينة "فيرميليون".  |
| 21         | البيض الغامض!                                    | بعد معرفة أمر بيوض البوكيمون، يسعى "غو" للعثور على واحدة، وتنتهي آخر مباراة لـ"آش" ضمن سلسلة التتويج العالمية بشعوره بأنّ ثمّة شخصًا يناديه.    |
| 22         | وداع صديق!                                       | ينطلق "آش" و"غو" إلى منطقة "هووين" لرؤية هجرة "بيوتيفلاي" السنوية، ولكن عليهما أوّلًا العثور عليها. ويتصرّف "رابوت" المرافق لـ"غو" بغرابة.      |
| 23         | رعب في المتنزه!                                  | يبدو أنّ أحدهم يسرق الطعام الذي يتركه الباحثان للبوكيمونات في متنزه "سيريز". وللقبض على الجاني، يخيّم "آش" و"غو" هناك.                         |
| 24         | صاروخ صغير وإسترخاء!                             | يذهب فريق "روكيت" إلى منطقة "سينو" لقضاء عطلة، لكنّ صفو إجازتهم يتعكّر حين يصل "آش" و"غو" للبحث عن بوكيمون خاصّ.                                |
| 25         | لقاء لم الشمل!                                   | يتوجّه "آش" و"غو" إلى منطقة "كالوس"، حيث يريد "غو" الإمساك ببوكيمون "كالوس"، ويضع "آش" نصب عينيه مهرجان معارك سلسلة التتويج العالمية.         |
| 26         | تتويج سلوكينج!معارك ومواجهات طاحنة للفوز بالتاج! | يشارك "غو" و"ماجيكارب" العملاق في مسابقة قفزة "ماجيكارب" الأعلى السنوية العاشرة ويقصد مع "آش" جزيرة "سلوبوك" على أمل إمساك بوكيمون "سلوبوك". |
| 27         | معركة شرسة!                                      | يمنح البروفيسور "سيريز" "آش" و"غو" تذكرتين لمعركة المسابقة الأهم ضمن حفلة التتويج العالمية في "غالار"، ويشهدان مواجهة "رايهان" للبطل "ليون". |
| 28         | تفجير المشاعر!                                   | يتسلّل "سوبل" إلى "آش" و"غو" أثناء تناولهما الطعام في "مركز ويندون للبوكيمون"، ويتعيّن عليهما تتبّع أثر بكاء أشخاص من أجل الإمساك به.           |
| 29         | البوكيمون المصاب!                                | يجلب "يامبر" "بيدوف" مُصابًا إلى المنزل، فيقرر البروفيسور "سيريز" وعائلته الاعتناء به حتى يستردّ عافيته، وتنشغل "كلوي" في الحفاظ على السلام.    |
| 30         | إنزعاج وغيرة شديدة!                              | بينما تستمرّ نجاحات "آش" و"ريولو" عقب آخر معركة في حفلة التتويج العالمية، يشعر "بيكاتشو" بالغيرة، ويتبع والدة "آش" إلى المنزل بعد زيارتها.    |
| 31         | رابط قوي!                                        | تطلب "كلوي" من "آش" و"غو" التدخّل في مدرسة شقيقها الأصغر "باركر" بعد انزعاج صديقته "جيني" بسبب اعتقاد الأطفال الآخرين أن "فيباس" ليست رائعة.  |
| 32         | العودة بالذاكرة!                                 | ينضمّ "غو" إلى والديه لقضاء إجازة عائلية في منطقة "جوتو". وبينما يتجوّل في الغابة، يتذكّر أنّه قابل مدرّبًا آخر هناك منذ ثلاث سنوات.               |
| 33         | تجارة، إستعارة وسلب!                             | ينظّم مركز البوكيمونات المحلّي حدثًا لتبادلها. وحين يتوجّه "آش" و"غو" للتحقّق من الأمر، يلتقيان بمدرّبة مولعة بالبوكيمون من نوع الحشرة.            |
| 34         | وحدة وخطر!                                       | يسافر "آش" إلى مدينة "سافرون" لمواجهة خصمه التالي. ولكن حين يعلم أنّ "ملك الكاراتيه" قد هُزم، يتحدّى الفائزة عوضًا عنه.                          |
| 35         | سنمسك.. بماذا؟!                                  | يقرّر "غو" الإمساك بـ"بيكاتشو"، فيخبره البروفيسور "سيريز" أنّ هذا النوع منتشر بكثرة في الجبال... ولكنّ فريق "روكيت" أيضًا يسعى للإمساك بأحدها.   |
| 36         | داخل.. العاصفة الرملية!                          | بعدما يقاتل "آش" خصمين جديدين في حفلة التتويج العالمية، ينطلق باحثان من مختبر "سيريز" إلى منطقة "هووين" للتحقيق في أمر عاصفة رملية.          |
| 37         | حفلة السفر الجديدة!                              | يتّجه "آش" و"غو" إلى منطقة "ألولا" ويلتقيان بالبروفيسور "كوكوي" والبروفيسورة "بورنيت" وأصدقاء "آش" من البوكيمون والبشر في مدرسة البوكيمون.    |
| 38         | آلة الترميم!                                     | يزور "آش" و"غو" متحف "بيوتر" للعلوم برفقة "كلوي"، ثمّ يتّجه "غو" إلى موقع حفر عامّ بحثًا عن بوكيمون أحفور، لكنّ فريق "روكيت" هناك.                |
| 39         | حركات في النادي الرياضي!                         | يتوجّه "غو" و"آش" إلى نادي "سيانوود" الرياضي في منطقة "جوتو" لكي يتسنّى لـ"آش" مواجهة "بيا" في معركة انتقام ضمن حفلة التتويج العالمية.         |
| 40         | معركة الغارة المُفرقِعة!                           | تجتاح الغيوم يومًا دافئًا في مدينة "فيرميليون"... فيشكّ "آش" و"غو" والبروفيسور "سيريز" أنّ البوكيمون الطائر الخرافي "زابدوس" يحوم في الجوار.     |
| 41         | لغة بيكاتشو!عالق حتى عنقك!                       | حين يصاب "ميوث" بزكام، تستعرض "جيسي" و"جيمس" فيديو يظهر فيه "بيكاتشو" الخاص بـ"آش". وخلال السير في الغابة، يساعد "آش" و"غو" "مارشتومب" برّي.  |
| 42         | السيف والدرع: الغابة الناعسة!                    | ينطلق "آش" و"غو" إلى منطقة "غالار" للتحقيق في ظاهرة "دايناماكس". وحين يتوقّف القطار توقّفًا طارئًا، يلتقيان ببوكيمون غريب في غابة غامضة.         |
| 43         | السيف والدرع: اليوم الأحلك!                      | فيما يتحرّى "غو" و"سونيا" عن "اليوم الأحلك" في "تورفيلد"، يتسلّل فريق "روكيت" إلى محطة الطاقة في "غالار"، ويتجه "آش" و"ليون" إلى هناك أيضًا.    |
| 44         | السيف والدرع: من هنا إلى إتيرناتوس!              | يتوجّه "آش" إلى "ستو أون سايد" للقاء "سونيا" و"غوه"، اللذين استنتجا أنّ "اليوم الأحلك" هو "بوكيمون". وفي محطة الطاقة، يواجهه "ليون" مباشرةً.    |
| 45         | السيف والدرع: انبعاثة الأساطير!                  | في الملعب، لا يمكن لـ"ليون" وفريق "روكيت" مجابهة "إتيرناتوس". ويواجه "آش" السيّد "روز" فيما يقاتل "غو" "أوليانا" لإحراز تقدّم وإنهاء الفوضى.   |
| 46         | ما يفوق التوقّعات!                                | بعد رصد طاقة نفسية على جزيرة "سيرو"، يتوجّه "آش" و"غو" إلى هناك أملًا في العثور على "ميو"... ولكن عند وصولهما، يقابلان "ميوتو"، العدوّ القديم.  |
| 47         | بطل مسابقة الأكل!                                | يتنافس "آش" و"غو" برفقة بوكيموناتهما في مسابقة البوكيمون للأكل في "فيرميليون" للفوز برحلة إلى "يونوفا"، لكنّ فريق "روكيت" يريد الفوز أيضًا.    |
| 48         | النجاة بأعجوبة!                                  | يصل "آش" و"غو" إلى مدينة "كاستيليا" ضمن الرحلة التي فاز بها "غو"، غير مُدركين أنّ فريق "روكيت" يتربّص لاختطاف "بيكاتشو".                        |

#### الموسم الرابع والعشرون
الموسم الرابع والعشرون من المسلسل بعنوان رحلة سيد البوكيمون، صدر على نتفليكس في 2 سبتمبر 2022.
| رقم الحلقة | عنوان الحلقة                                  | وصف للحلقة |
| ---------- | --------------------------------------------- | --- |
| 01         | أن نتدرب أو ألا نتدرب!                        | تهرب "إيفي" الغامضة من مختبر "إيفي للتطوّر" وتلتقي بـ"كلوي". وأثناء ذلك، يحوك فريق الصاروخ خطّة للاستيلاء على بعض بوكيمونات الطلّاب.                                                             |
| 02         | قليل من هذا، قليل من ذاك!                     | يقصد "آش" و"غو" و"كلوي" إقليم "غالار" لاستكشاف بعض الحفريات الغريبة هناك، ويسعى الباحثون في الموقع إلى إعادة بناء بوكيمون من العصور القديمة.                                                  |
| 03         | تجارب ليكون سيد الكراث                        | أثناء قيام "آش" و"غو" بالتحقيق في انطلاق "جيوديود" من بين النفق الصخري، يلتقيان بمدرّب يقبل تحدّي "آش" في معركة التتويج العالمية ضدّ "غوردور"!                                                   |
| 04         | كيف ستبقيهم بعيدين عن المزرعة؟                | يطلب طالب سابق للبروفيسور "سيريز" المساعدة في التعامل مع بعض بوكيمونات "ديغليت" و"دوغتريو" التي تُفسد مزرعته، فيتفقدها "غو" و"آش" و"كلوي"                                                      |
| 05         | شفاء المعالج!                                 | عند سماعهما شائعات تفيد بمشاهدة البوكيمون الأسطوري "سويكون" في بحيرة ما، يسافر "غو" و"آش" إلى منطقة "جوتو"، حيث يجدان بقعة يلوّثها البشر.                                                      |
| 06         | أضواء، كاميرا، ردة فعل!                       | يزور "غو" و"آش" موقع تصوير فيلم جاسوسي شهير. وعندما يحبط النجم "إنتيليون" هجوم فريق الصاروخ بأسلوب سينمائي مثير، يشعر "سوبل"، بوكيمون "غو"، بالإلهام.                                         |
| 07         | حكايتك وغابة غليموود!                         | تتوجّه "كلوي" و"آش" و"غو" إلى غابة "غليموود" لمعرفة المزيد عن "رابيداش" و"بونيتا" من "غالار". وحين يفترقون، تنتظرهم مغامرات من كتاب الحكايات.                                                  |
| 08         | البحث عن الفروسية!                            | بعدما يسمع "آش" و"غو" عن "ويكستروم"، مدرّب من مجموعة المحترفين الأربعة في منطقة "كالوس"، يقصدان قلعته لخوض اختباره بصحبة "فارفيتشد" و"سايثر".                                                  |
| 09         | ذكريات مفعمة بالحنان!                         | فيما يستغلّ "آش" و"غو" برودة الطقس للعثور على بوكيمون الثلج، تستمتع "كلوي" بالوقت الرائع الذي تقضيه بصحبة المساعدة في المختبر، "كريسا"، في شقتها.                                              |
| 10         | الالتصاق بالغولبين!عيون على الهدف!            | حين يُطلق "بيليبر" ضمن فريق الصاروخ الكثير من بوكيمونات "غولبن" من حافظة الجوائز، تسود المتاعب مدينة "فيرميليون" ثم يبدأ سباق يشارك فيه "تشوتل".                                               |
| 11         | منزل غروكي الحقيقي!                           | يعثر "غو" على "غروكي" في المختبر ويحاول إمساكه ليكتشف أنّه يتبع لشخص آخر، ثمّ ينطلق مع "آش" في عملية بحث لمعرفة مكان مالكه.                                                                     |
| 12         | ما بعد الفروسية... الهدف أن يصبح سيد الكراث.! | يقابل "آش" المتدرّب "رينتو"، الذي ينضمّ أيضًا إلى سلسلة التتويج العالمية، في مركز البوكيمون، ويتّحد مع "فارفيتشد" ضدّ "رينتو" و"غالاد" في مباراة العودة!                                           |
| 13         | خدمة ممتعة!                                   | يقدّم "غو" و"آش" المساعدة للعاملة "مولتا" بعد إصابة شريكها. وأثناء ذهابهم جميعًا في مهمّة، يلتقون صدفةً بأفراد فريق الصاروخ ويكتشفون آخر خططهم.                                                   |
| 14         | البقاء على مسافة مريحة!                       | يتطوّر بوكيمون "سوبل" الخاص بـ"غو" ليُصبح "دريزايل"، لكنّه ينسحب إلى كهف في متنزّه "سيريز" لسبب غير معروف، ما يُصيب "غو" بالقلق.                                                                   |
| 15         | على اليابسة، في البحر وفي المستقبل!           | تتّجه "كلوي و"آش" و"غو" إلى "هووين" للقاء مدرّب أبطال السباق "كايلي" وبوكيمونه الـ"فابوريون" ويقترح اشتراكهم في السباق الرياضي المائي للأطفال.                                                  |
| 16         | أبسول بريء!                                   | يسافر "غو" و"آش" إلى بلدة "لافاريدج" لمساعدة صديقهما القديم "هودج" بعد جفاف ينابيع عمّه الساخنة... فهل هذا بسبب الـ"أبسول" الذي شوهد على مقربة؟                                                |
| 17         | معركة العمالقة المحتدمة!                      | يتلقّى "آش" رسالة من صديقة قديمة في "يونوفا" تُدعى "آيريس"، فينطلق ومعه "غو" إلى مدينة "أوبلوسيد" لمواجهتها في معركة سلسلة التتويج العالمية.                                                    |
| 18         | البحث عن الوردة البيضاء!                      | يسافر "غو" و"آش" إلى "كالوس" للعثور على زهرة جديدة لـ"فلابيبي" الخاص بـ"غو". وبعد بضعة أيام، يزوران باحثة في علم النبات لمعرفة آراء الخبراء.                                                  |
| 19         | محقق من اجل الحقيقة!                          | تزور الضابطة "جيني" والمفتّش "ديكر" المختبر بحثًا عن الجاني وراء ارتكاب سلسلة من سرقات الكهرباء، ثمّ يقرّر "ديكر" أن "بيكاتشو" هو المسؤول.                                                        |
| 20         | نصيحة لغوه!                                   | يسافر "آش" و"غو" إلى "باليت" لزيارة الأستاذ "أوك"، الذي يعرض على "غو" وظيفة ضمن فريق بحث مشروع "ميو" ويقابلان عدوّ "آش" اللدود القديم "غاري".                                                  |
| 21         | القدرة على التحمل!                            | يرسل "غو" و"كلوي" البوكيمون "غروكي" و"إيفي" معًا في مهمّة، لكنّهما يتبعانهما سرًّا للإشراف عليهما وتوجيههما، ويفعل فريق الصاروخ الأمر ذاته مع "بيليبر".                                            |
| 22         | التخلص من موربيكو!                            | بعد محاولتهم وفشلهم في التخلّص من "موربيكو"، يضع فريق الصاروخ خطّة لجعل "غو" يمسك به... ولا يضطرّون بذلك إلى إطعامه ثانيةً.                                                                       |
| 23         | خطوة لتحقيق الحلم!                            | يسافر "غو" إلى منطقة "سينوه" في مهمّته الأولى ضمن مشروع "ميو"، ويرافقه "آش"... فيتّضح أنّ تجربة التحوّل إلى عضو في الفريق بشكل كامل مهمّة صعبة للغاية!                                             |
| 24         | تبادل البوكيمونات!                            | يسافر "آش" و"غو" و"كلوي" إلى مدينة "دريفتفيل" بعد سماعهم بشأن بوكيمون "كلينك"، ثم يصادفون فريق الصاروخ داخل كهف ويختلط أعضاء الفريقين ببعضهم.                                                 |
| 25         | الامساك بخاتم القائد!                         | بعد معرفة معلومات عن "فالينكس" من البروفيسور "سيريز"، يذهب "آش" و"غو" إلى "غالار" لرؤيتها. وخلال ذلك، ينجرف هناك "إيسكيو" على طوف جليدي.                                                      |
| 26         | حل الظلام؟ هلت الكوابيس!                      | يقصد "غو" و"آش" منطقة "سينوه" بعد تقارير عن كوابيس، ويشكّان في أنّ البوكيمون الأسطوري "داركراي" هو المسؤول عن ذلك، وتسافر "كلوي" و"إيفي" إلى هناك أيضًا.                                         |
| 27         | اضواء ليلة منتصف الصيف!                       | تجد "دون" و"كلوي" البوكيمون المصابة "كريسيليا"، وتقدّمان لها الإسعافات الأولية. أمّا "آش" و"غو"، فلا يزالان يتعقّبان "داركراي"، وكذلك فريق الصاروخ.                                              |
| 28         | بأقصى قوة كل الوقت!                           | يتسابق "آش" و"غو" عبر جبال جزيرة مهجورة في منطقة "ألولا"، حيث يلتقيان بـ"فيل" و"مايسور" المتحمسَين والتابعَين لفريق الأخوين "فائقَي القوّة".                                                      |
| 29         | بداية فائقة الصدمة!                           | يبلغ "آش" المسابقة الفائقة، وعليه الآن مواجهة قائد الصالة الرياضية "فولكنر" في معركة متّقدة في مدينة "صاني شور" التي تستخدم الطاقة الشمسية.                                                    |
| 30         | المحقق دريزل!                                 | يتسبّب شيء ما في اختفاء بيانات مختبر "سيريز" فجأة، ويساعد "دريزايل" الفريق على تعقّب المجرم الغامض.                                                                                             |
| 31         | ليلا ونهارا، اثنان في واحد!                   | يصل "آدم" و"غو" و"كلوي" إلى قلعة "إكليببس" لمقابلة "إسبيون" و"أمبريون" ورؤية قوّتي البوكيمون الخاصّتين بهما بشكل مباشر.                                                                         |
| 32         | مهمة المقياس الذهبي!                          | بحثًا عن بوكيمون الشمس "فولكارونا"، يتوجّه "آش" و"غوه" إلى "أنقاض العملاق" في منطقة "يونوفا" لأجل أوّل مهمّة تجريبية لـ"غوه" من مشروع "ميو"                                                       |
| 33         | مهووس بالبوكيمون الازرق!                      | يراقب الطاقم "فولتورب" الكروي النادر ويتعثّر في "غورمان"، مهووس البوكيمونات الزرقاء... لكنّ فريق الصاروخ يخطّط لإفساد المرح مع هذا الصديق الجديد.                                                |
| 34         | مذاق المعركة الحلو!                           | تطفو "ألكريمي" اللذيذة، وهي بوكيمون مصنوعة من الكريمة، نحو "غو" والرفاق. ولاحقًا، تدبّر قائدة الصالة الرياضية "أوبال" تحديًا خاصًّا مع "ليون".                                                     |
| 35         | نجمة في السماء!                               | يصادف "آش" و"غوه" البطلة "سينثيا" أثناء التحرّي عن ظواهر غريبة في منطقة "جوتو"، حيث يطغى ظلام الليل الدامس على وقت النهار.                                                                     |
| 36         | مغامرة من الحجم الكبير!                       | يتلقّى "آش" قفاز "ميغا" من المشجّعة "كورينا" في مدينة "شارلور". ولاحقًا، تبحث المجموعة عن حجر "ميغا" لمساعدة "لوكاريو" ليصبح "ميغا" متطوّرًا.                                                      |
| 37         | المعركة الثالثة ضد بيا!                       | لقد تَواجه "آش" و"بي" مرّتين من قبل... ولكن هل يحالف "آش" حظّ أفضل خلال المواجهة الثالثة في استاد "ستو أون سايد" مع وجود "كورينا" في المدرجات؟                                                   |
| 38         | معركة بين ميغا وماكس!                         | في معركة ضارية مثيرة للجدل تُسدّد بها الضربات مع "بيا"، يستدعي "آش" كلًّا من "سيرفيشيد" و"بيكاتشو" و"لوكاريو" لتعزيز هجماته وقوّته الدفاعية.                                                       |
| 39         | كسر الجليد!                                   | يصطحب "غو" "آش" إلى المدرسة من أجل عرض تقديمي. ولاحقًا، تتسبّب الطالبة المنتقلة "رجينا" والبوكيمون الخاص بها، "غليسيون"، في تجميد طلبة الفصل بالكامل.                                           |
| 40         | البحث عن المهمة رقم اثنين!                    | يغوص "آش" و"غو" في أعماق مياه منطقة "هووين" من أجل مهمّة "غو" الاختبارية. وهذه المرّة، يذهب للإمساك بالبوكيمون التنين "كيندرا" الجامح.                                                          |
| 41         | بوابات وورب!                                  | يظهر "فريق الصاروخ" أثناء سفر "آش" و"غو" و"كلوي" إلى منطقة "سينوه" للتحقيق في بلاغات متعددة عن بوكيمونات مفقودة... بما فيها البوكيمون "بيبلاب" الخاص بـ"دون".                                 |
| 42         | مواجهة عند بوابات وورب!                       | يوشك الوقت أن ينفد ويبدأ بالعودة إلى الوراء بينما يدخل "آش" و"غو" وأصدقاؤهما عالمًا غريبًا ويقاتلون جنبًا إلى جنب مع نُسخ مختلفة من شخصياتهم.                                                     |
| فيلم       | بوكيمون: سجلات آركياس                         | أثناء البحث في قصّة البوكيمون الأسطوري "آركياس"، يكشف "آش" و"غوه" و"دون" عن مخطّط فريق "غالاكتيك" الذي يضع العالم تحت التهديد. اربع حلقات خاصة صدرت على نتفليكس على شكل فيلم في 23 سبتمبر 2022. |

#### الموسم الخامس والعشرون
الموسم الخامس والعشرون من المسلسل بعنوان رحلة البوكيمون القصوى، صدر على نتفليكس في 24 نوفمبر 2023.
| رقم الحلقة | عنوان الحلقة                       | وصف للحلقة |
| ---------- | ---------------------------------- | --- |
| 01         | القطار الشبح!                      | في طريقهما للحاق برحلة إلى "ستوو أون سايد"، ينطلق "آش" و"غوه" في رحلة مثيرة على متن قطار أشباح غامض ومخيف.                                                      |
| 02         | طريق الشهرة الصعب!                 | على أمل أن يجعل بوكيمونه "غینغار" يتطور إلى "جیغانتاماكس"، يلجأ "آش" و"غوه" لقائد الصالة الرياضية من النوع الشبحي "ألیستر" للمساعدة.                            |
| 03         | كل شيء يكمن في الاسم!              | عندما يتأثر بوكيموناه "ماغنیمایت" و"فرنسوا" بموجات مغناطيسية غريبة، يتعاون "رين" مع "آش" و"غوه" و"كريسا" والبروفيسور "سيريس" لحل اللغز.                         |
| 04         | ضيف جديد!                          | عندما تجذب "لیلیغنت" اهتمام "ھیراكروس"، تشعر "بينسر" بالإحباط. فهل ينجح درس في تنسيق الزهور للبوكيمونات في حل المشكلة؟                                          |
| 05         | الخيّر، السيئ والمحظوظ!             | يقرر فريق "روكيت"، المستاء من نتائج مهماتهم غير المُرضية دائمًا، تتبع "بیلیبیر" لمعرفة من يقف وراء "برايز ماستر".                                                 |
| 06         | الذيل المنارة!                     | يخطط مركز الفضاء لاستخدام ضوء "أمفاروس" لإرشاد قمر صناعي إلى طريق العودة. لكن حين يفقد "أمفاروس" ثقته بنفسه، يقع الأمر على عاتق "سوفوكليز" لإنقاذ الموقف.       |
| 07         | تطور في الذوق!                     | آملاً في إضافة المزيد لمجموعته، يصطحب "غوه" صديقه "آش" إلى جزيرة "سلوبوك" حيث يتذوقان الأطعمة المحلية بعد مقابلتهما مجموعة مختلفة من "السلوبوك".                 |
| 08         | خارج عن المألوف!                   | يزور "آش" و"غوه" و"كلوي" سيرك البوكيمون، حيث يواجه مؤدو الفقرة الختامية مشكلة حين لا يتغيّر بوكيموناهما من نوع "إیفي" كما كان متوقعًا.                            |
| 09         | من صفر إلى أحد عشر!                | بينما تستمر حفلة التتويج العالمية للبوكيمون، يتطلع "آش" لتحدي نجمة صاعدة من منطقة "غالار"، لكنه يتلقّى إرشادات خطأ من فريق "ييل".                                |
| 10         | لقاء المونارش!                     | في الوقت الذي يذهب فيه "غوه" للبحث عن بوكيمون في منطقة "غالار"، يتدرب "آش" مع واحد من أكبر المدربين في العالم يُدعى "ليون".                                      |
| 11         | عجائب العصا الواحدة!               | أثناء توجههما إلى المنطقة البرية، يصادف "آش" و"غوه" بوكيمون "ثواكي" يواجه مشكلة؛ إذ يمتلك عصًا واحدة بينما يحتاج إلى اثنتين.                                     |
| 12         | القتال في المعركة الغارة الجليدية! | أثناء مهمته الأخيرة لمشروع "ميو"، يقوم "غوه" وبعض الحلفاء بتحدي البوكيمون الأسطوري "أرتيكونو" في معركة غارة.                                                    |
| 13         | المستقبل الآن، بفضل الاستراتيجية!  | لإتقان هجوم جديد، يحصل بوكيمون "سيرفيتشد" على مساعدة غير متوقعة من "دراكوفيش". ولكن، هل يضمن الهجوم صمود "آش" في معاركه القادمة؟                                |
| 14         | إثنان للفريق!                      | خلال مواجهته ضد "دراسنا"، يدرك "آش" أن العلاقة القوية بين البوكيمونات هي المهارة الأساسية.                                                                      |
| 15         | لقاء بعد غياب!                     | أثناء زيارة "كلوي" إلى مدينة "ليليكوف" لرؤية البوكيمون "سيلفيون"، تتعرف "ليزيا" عليها وتشجعها للمشاركة في إحدى مسابقات البوكيمون.                               |
| 16         | مغامرة عبر موجات الراديو!          | في محاولة لكسب المزيد من الدعم لفريق "روكيت"، يستولي "جيسي" و"جيمس" على قناة بث إذاعي ويكسبان معجبين غير متوقعين.                                               |
| 17         | مساعدة الأخ الأكبر!                | عندما يخرج سلوك البوكيمونات في متنزه "سوريز" عن مساره، يتعين على بوكيمون "يامبر" تصحيح الأمور.                                                                  |
| 18         | هالة القدر!                        | آملاً في زيادة قوة بوكيمونه "لوكاريو"، يتوجه "آش" إلى منطقة "كالوس" ليلتقي مجددًا ببوكيمون "غرينينجا"، الذي يشارك تلميذه بعض الدروس.                              |
| 19         | الهدف: الفائزون الثمانية الأوائل!  | يتعين على "آش" الصمود في معركة ضد مدرب مشهور ليحل ضمن الثمانية الأوائل. غير أن كل الأنظار في الساحة تتجه نحو المنافس المتواضع القادم من "كانتو".                |
| 20         | التقدم في مشروع ميو!               | في مهمته التالية لمشروع "ميو"، يتعين على "غوه" الفوز في مسابقة البقاء في "سي موفيل" ليتمكن من التأهل كأحد المطاردين الثلاثة المختارين.                          |
| 21         | لمَ الشمل!                          | في إحدى الأراضي المتجمدة، يبحث "آش" و"غوه" و"كلوي" عن بوكيمون نادر، بينما تأمَل "ليلي" وعائلتها أن يلتئم شملهم بأبيها المفقود.                                   |
| 22         | مساعدة البطل!                      | في منطقة "ألولا"، يشارك "آش" في معركة ملكية مع ثلاثة مدربين آخرين. ولكن حين يتمكن كل فريق من مهاجمة أي بوكيمون، فمن سينجو؟                                      |
| 23         | إكمال المهمة حتى النهاية!          | ينافس "غوه" في مهمة الاختبار الأخيرة لمشروع "ميو" المتمثل في صيد "ريجيليكي" و"وريجيدراغو". فهل سيحصل على عدد كافٍ من "التوكنز" ليفوز بلقب "المطارِد"؟             |
| 24         | أصدقاء ومنافسون!                   | استعدادًا لبطولة الثمانية الأوائل، يجتمع "آش" مجددًا مع العديد من شركائه من البوكيمونات ليواجه منافسًا قديمًا، ويزداد قوةً قدر الإمكان.                              |
| 25         | رفعت الستارة، بدأ القتال!          | تنطلق بطولة الثمانية الأوائل من حفلة التتويج العالمية للبوكيمون! فيَصِل "آش" إلى استاد "ويندون" في الوقت المناسب لحضور المعركة بين "ليون" و"آلاين".               |
| 26         | فخر بطل!                           | في بطولة الثمانية الأوائل، يشاهد "آش" و"غوه" و"هوب" مواجهة "لانس" ضد "ديانثا" على منصة الأحلام.                                                                 |
| 27         | الطريق إلى البطولة!                | يشجع "آش" وصديقاه "سينثيا" و"أيريس" في المعركة الثالثة من بطولة الثمانية الأوائل. ومع تبقّي منافسة أخيرة من المسابقة، هل ستُكلل جهود تدريب "آش" بالنجاح؟          |
| 28         | القتال بقوة كستون!                 | يخوض "آش" مواجهةً ضد "ستيفين ستون" في بطولة الثمانية الأوائل. فهل يمكن لبطل منطقة "ألولا" أن يثبت جدارته للوقوف على نفس المسرح مع أقوى المدربين؟                 |
| 29         | إمكانيات لامحدودة!                 | خلال رحلة تخييم مع عائلتها، تقابل "كلوي" اثنين من أصدقاء والدها القدامى، واللذين يساعدانها في اتخاذ قرارها بشأن تطوير "إيفي" من عدمه.                           |
| 30         | إنه وقت البطل!                     | في صبيحة مواجهة "ليون" و"ديانثا"، يصادف "آش" و"سينثيا" معجبَين صغيريَن يحملان العديد من الأسئلة حول اختيار شركائهم من البوكيمونات.                                |
| 31         | غرابة، معركة، ذهول!                | في نصف النهائي، تخوض "سينثيا"، بطلة منطقة "سينوه"، مواجهة ضد "آش"، أول بطل لمنطقة "ألولا"، وذلك من أجل فرصة مواجهة "ليون" الذي لم يسبق أن هزمه أحد على الإطلاق. |
| 32         | الشجاعة: جزء إستراتيجيّ من القتال!  | بينما تستمر المواجهة الملحمية، يواجه المنافس المستضعف "آش" صعوبة في مجاراة البطلة "سينثيا" واستراتيجيتها العنيفة، غير أنه لن يخرج مستسلمًا دون معركة.            |
| 33         | حصر المنافسة!                      | مع احتدام المعركة، لا يتبقى بحوزة "آش" سوى بوكيمون واحد فقط، وهو "لوكاريو". فهل ستقودهما علاقتهما الوثيقة إلى الفوز على بطلة "سينوه"؟                           |
| 34         | على مرمى حجر!                      | عشية النهائيات، يستمتع "آش" و"غوه" بيوم استراحة في البلدة، ويصادفان مجموعة من بوكيمونات "نيكت" التي أصبحت معروفة بتعليمها البوكيمونات الأخرى حسن السلوك.        |
| 35         | فيضان التكتيك!                     | بينما يلبي "غوه" نداءً طارئًا من مشروع "ميو"، يتجه "آش" إلى نهائيات بطولة الثمانية الأوائل، حيث يطلب "ليون" خوض المعركة بأقصى قوتهما.                             |
| 36         | معاناة المنافسة!                   | تستعر المعركة مع تقلص عدد البوكيمونات إلى الخمسة الأخيرة لدى كلا المنافسَين. ويكافح "آش" ليتفوق على "ليون" الذي يستعيد السيطرة دون عناء.                         |
| 37         | تصدي ايقاع الطبول!                 | تستمر المعركة المحتدمة لتحديد المدرب الأقوى، فهل يتمكن "آش" من تحقيق الفوز النهائي؟                                                                             |
| 38         | شريكان في الوقت!                   | مع ظهور البوكيمون الأسطوري "إترناتوس" فوق استاد "ويندون"، يمنح "آش" و"ليون" فرصة لجولة إضافية، حيث يصبح الأمر متعلقًا بمواجهة بين الشركاء.                       |
| 39         | الرؤية من الجبل المسطح!            | بعد تلقيهم إشارات طاقة نفسية، ينطلق "المطاردون" لتسلق جبل "الطاولة" المحفوف بالمخاطر بحثًا عن "ميو"، غير أنهم يواجهون مفاجأة في الطريق.                          |
| 40         | المستقبل بين ايدينا!               | على جزيرة "فاراواي"، يكتشف "المطاردون" أمورًا مذهلة ويجدون أنفسهم في عالم غامض، حيث يلتقي "غوه" بصديق قديم.                                                      |
| 41         | لقاء البطلين!                      | يدفع "غوه" طموح جديد يدعوه لأن يصبح مدربًا جديرًا بشراكة مع "ميو"، ولكنه يحتار في كيفية التطرق للموضوع أثناء خروجه للتخييم مع "آش" و"كلوي".                       |
| 42         | إنها بداية شيء مهم!                | تُوقِد معركة ملحمية مع "بوكيمون" أسطوري شعلة الحماس في قلبي "آش" و"غوه" من جديد، لكن قبل أن ينطلقا في رحلات جديدة، يتعين عليهما توديع بعضهما أولًا.                |
| 43         | مناطق المغامرات القديمة!           | أثناء تجوّله في الغابة، يسلك "آش" طريقًا عشوائيًا يقوده إلى مواجهات مثيرة مع أنواع مختلفة من البوكيمونات... والأعداء.                                              |
| 44         | مواجهة القدر!                      | تعتقد "ميستي" أن ثمة صلة قُدّر لها أن تكون بينها وبين "كلانشر" برّي، فيما يظن "آش" أن الـ"كورفيش" التابع له قد اتخذ قراره بشأنه سلفًا، والحل يكمن في معركة صيد!     |
| 45         | أبطالنا تحت تأثير السحر!           | لإسعاد "بروك" المُحبط، يأخذه "آش" وأصدقاؤه إلى حقل زهور قريب، حيث يضل طريقه وهو يطارد بوكيمون من النوع النفسي المراوغ                                            |
| 46         | السيطرة على الجليد!                | على قمة جبل تغطيه الثلوج، يحاول "آش" والفريق مساعدة "بيرتيك" حزين عبر تشجيعه لاستعادة السيطرة على قواه الجليدية.                                                |
| 47         | فريق يستحق الشغف!                  | يقرر "آش" وأصدقاؤه تشجيع صديقهم القديم "سكويرتل" في عرض "فريق مكافحة الحرائق"، غير أن مديري البوكيمون المشهور يمنعان المجموعة من إلقاء التحية.                  |
| 48         | القمر نفسه، الآن وإلى الأبد!       | عندما يتسبب فريق "روكيت" في انفصال "بيكاتشو" عن باقي أفراد مجموعته، يلجأ "آش" للصلة القوية بينهما لتعقّب صديقه المُقرّب.                                           |
| 49         | رحلة لابراس!                       | يأخذ بوكيمون "لابراس" ودود "آش" إلى جزيرة نائية، حيث يجد بوكيمونًا من النوع المائي بحاجة إلى مساعدة المدرب. إلّا أن "آش" يعجز عن إنقاذ البوكيمون المحتجز بمفرده.  |
| 50         | البحث عميقاً!                       | عندما يبدأ كيان خارق للطبيعة بسرقة أغراض على شكل قلب من منازل بلدة صغيرة، يتّحد "آش" و"بروك" و"ميستي" لحل اللغز.                                                 |
| 51         | انتقام فريق روكيت!                 | ينطلق فريق "روكيت" في مهمة انتقام لالتقاط المزيد من البوكيمونات لزعيمهم، وتنطوي خطوتهم الأولى على إرسال "مايم جونيور" لكسب ثقة "بيكاتشو".                       |
| 52         | آش ولاتيوس!                        | تقوم "لاتياس" بأخذ "آش" في رحلة لاكتشاف ما حدث لـ"لاتيوس"، لكن إنقاذ البوكيمون الأسطوري يصبح تحديًا كبيرًا أكثر مما كانا يتوقعان.                                 |
| 53         | قوس القزح وسيد البوكيمون!          | عندما يتفرّق الفريق، يعود "آش" و"بيكاتشو" إلى بلدة "باليت"، حيث يجدان الاسترخاء الذي كانا في حاجة ماسة إليه... قبل أن يظهر فريق "روكيت".                         |
| 54         | السماء الزرقاء البعيدة!            | يسافر "آش" عبر ممر جبلي إلى بلدة قريبة للقاء والده، وفي الطريق يصادف صبيًا غامضًا مهتمًا بشدة بالبوكيمون.                                                          |

## قائمة الأفلام
تُصدر أفلام بوكيمون سنويًا في شهر يوليو في اليابان. تدور أحداث كل فيلم خلال الموسم الذي يُعرض في ذلك الوقت ويضم شخصيات من ذاك الموسم. غالبًا ما تتضمن الأفلام بوكيمونات أسطورية من الجيل الحالي كشخصيات رئيسية. وعادةً لا تؤثر أحداث الأفلام على أحدات القصة الرئيسية في المسلسل.
تم إصدار نسختين مختلفتين من فيلم بوكيمون الرابع عشر ("فيكتيني والبطل الأسود: راشيرام" و "فيكتيني والبطل الأبيض: زيكروم")، تم إصدار هذين الفيلمين في نفس الوقت وكان لهما نفس القصة مع الاختلاف الوحيد هو البوكيمون الأسطوري الذي تدور حوله القصة. كان إصدار نسختين مختلفتين يشبه فكرة كيفية إصدار ألعاب بوكيمون عادة كزوج من نسختين مختلفتين من نفس اللعبة، مثل بوكيمون بلاك ووايت.
الفيلم العشرون "I Choose You" هو إعادة سرد جديدة لقصة آش وبيكاتشو، تدور أحداثه في واقع مغاير، وتم إصداره في عام 2017 احتفالاً بالذكرى العشرين للأنمي. تلاه فيلمين تكميليين "The Power of Us" و"Secrets of The Jungle". بينما الفيلم الثاني والعشرون هو إعادة تصوير CGI للفيلم الأول "Mewtwo Strikes Back".
| رقم الفيلم | إسم الفيلم الياباني الأصلي | إسم الفيلم في النسخة الإنجليزية                                                          | تاريخ الإصدار                |
| ---------- | --- | ---------------------------------------------------------------------------------------- | ---------------------------- |
| 01         | 劇場版ポケットモンスター ミュウツーの逆襲 "وحوش الجيب الفيلم: هجوم ميوتو المضاد"                                                                                 | Pokémon: The First Movie - Mewtwo Strikes Back                                           | 18 يوليو 1998 12 نوفمبر 1999 |
| 02         | 劇場版ポケットモンスター 幻のポケモン ルギア爆誕 "وحوش الجيب الفيلم - بوكيمون السراب: مولد لوغيا المتفجر"                                                        | Pokémon the Movie 2000: The Power of One                                                 | 17 يوليو 1999 21 يوليو 2000  |
| 03         | 劇場版ポケットモンスター 結晶塔の帝王 ENTEI "وحوش الجيب الفيلم - إمبراطور برج الكريستال: إنتي"                                                                   | Pokémon 3: The Movie - Spell of the Unown: Entei                                         | 8 يوليو 2000 6 أبريل 2001    |
| 04         | 劇場版ポケットモンスター セレビィ 時（とき）を越（こ）えた遭遇（であい） "وحوش الجيب الفيلم - سيليبي: لقاء يفوق الزمن"                                           | Pokémon 4Ever - Celebi: The Voice of the Forest                                          | 7 يوليو 2001 11 أكتوبر 2002  |
| 05         | 劇場版ポケットモンスター 水の都の護神 ラティアスとラティオス "وحوش الجيب الفيلم - حراس المدينة المائية: لاتياس ولاتيوس"                                          | Pokémon Heroes: Latios & Latias                                                          | 13 يوليو 2002 16 ماي 2003    |
| 06         | 劇場版ポケットモンスターアドバンスジェネレーション 七夜の願い星 ジラーチ "وحوش الجيب الجيل المتقدم الفيلم - نجمة الأماني في الليالي السبع: جيراشي"               | Pokémon: Jirachi, Wish Maker                                                             | 19 يوليو 2003 1 يونيو 2004   |
| 07         | 劇場版ポケットモンスター アドバンスジェネレーション 裂空の訪問者 デオキシス "وحوش الجيب الجيل المتقدم الفيلم - زائر من السماء: ديوكسيس"                          | Pokémon: Destiny Deoxys                                                                  | 17 يوليو 2004 22 يناير 2005  |
| 08         | 劇場版ポケットモンスターアドバンスジェネレーション ミュウと波導の勇者 ルカリオ "وحوش الجيب الجيل المتقدم الفيلم - ميو وبطل الموجة: لوكاريو"                      | Pokémon: Lucario and the Mystery of Mew                                                  | 16 يوليو 2005 19 سبتمبر 2006 |
| 09         | 劇場版ポケットモンスターアドバンスジェネレーション ポケモンレンジャーと蒼海の王 マナフィ "وحوش الجيب الجيل المتقدم الفيلم - حارس البوكيمون وأمير البحر: مانافي"  | Pokémon Ranger and the Temple of the Sea                                                 | 15 يوليو 2006 23 مارس 2007   |
| 10         | 劇場版ポケットモンスター ダイヤモンド&パール ディアルガVSパルキアVSダークライ "وحوش الجيب الماس واللؤلؤ الفيلم - ديالغيا ضد بالكيا ضد داركراي"                   | Pokémon: The Rise of Darkrai                                                             | 14 يوليو 2007 24 فبراير 2008 |
| 11         | 劇場版ポケットモンスター ダイヤモンド&パール ギラティナと氷空（そら）の花束 シェイミ "وحوش الجيب الماس واللؤلؤ الفيلم - غيراتينا وباقة الزهور من السماء: شايمين" | Pokémon: Giratina & the Sky Warrior                                                      | 19 يوليو 2008 13 فبراير 2009 |
| 12         | 劇場版ポケットモンスター ダイヤモンド＆パール アルセウス 超克の時空へ "وحوش الجيب الماس واللؤلؤ الفيلم - أركيوس: غزو الزمكان"                                    | Pokémon: Arceus and the Jewel of Life                                                    | 18 يوليو 2009 20 نوفمبر 2009 |
| 13         | 劇場版ポケットモンスター ダイヤモンド＆パール 幻影の覇者 ゾロアーク "وحوش الجيب الماس واللؤلؤ الفيلم - قائد الأوهام الأعلى: زوروارك"                             | Pokémon—Zoroark: Master of Illusions                                                     | 10 يوليو 2010 5 فبراير 2011  |
| 14         | 劇場版ポケットモンスー ベストウイッシュ ビクティニと黒き英雄 ゼクロム "وحوش الجيب أفضل الأمنيات! الفيلم - فيكتيني والبطل الأسود: زيكروم"                         | Pokémon the Movie: White—Victini and Zekrom                                              | 16 يوليو 2011 3 ديسمبر 2011  |
| 14         | 劇場版ポケットモンスター ベストウイッシュ ビクティニと白き英雄 レシラム "وحوش الجيب أفضل الأمنيات! الفيلم - فيكتيني والبطل الأبيض: راشيرام"                      | Pokémon the Movie: Black—Victini and Reshiram                                            | 16 يوليو 2011 10 ديسمبر 2011 |
| 15         | 劇場版ポケットモンスター ベストウイッシュ キュレムVS聖剣士 ケルディオ "وحوش الجيب أفضل الأمنيات! الفيلم - كيورم ضد السياف المقدس: كيلديو"                        | Pokémon the Movie: Kyurem VS. The Sword of Justice                                       | 14 يوليو 2012 8 ديسمبر 2012  |
| 16         | 劇場版ポケットモンスター ベストウイッシュ 神速のゲノセクト ミュウツー覚醒 "وحوش الجيب أفضل الأمنيات! الفيلم - جينيسكت السرعة القصوى: ميوتو يستيقظ"               | Pokémon the Movie: Genesect and the Legend Awakened                                      | 13 يوليو 2013 19 أكتوبر 2013 |
| 17         | ポケモン・ザ・ムービー ＸＹ 破壊の繭とディアンシー "بوكيمون الفيلم XY: شرنقة الدمار وديانسي"                                                                     | Pokémon the Movie: Diancie and the Cocoon of Destruction                                 | 19 يوليو 2014 8 نوفمبر 2014  |
| 18         | ポケモン・ザ・ムービー ＸＹ 光輪の超魔神 フーパ "بوكيمون الفيلم XY: جني الحلقات: هووبا"                                                                          | Pokémon the Movie: Hoopa and the Clash of Ages                                           | 18 يوليو 2015 5 نوفمبر 2015  |
| 19         | ポケモン・ザ・ムービー ＸＹ＆Ｚ ボルケニオンと機巧のマギアナ "بوكيمون الفيلم XY&Z: فولكانيون وماجيرنا الميكانيكية"                                               | Pokémon the Movie: Volcanion and the Mechanical Marvel                                   | 16 يوليو 2016 4 نوفمبر 2016  |
| 20         | 劇場版ポケットモンスター キミにきめた！ "وحوش الجيب الفيلم: أختارك انت!"                                                                                         | !Pokémon the Movie: I Choose You                                                         | 15 يوليو 2017 5 نوفمبر 2017  |
| 21         | 劇場版ポケットモンスター みんなの物語 "وحوش الجيب الفيلم: قصة كل شخص"                                                                                            | Pokémon the Movie: The Power of Us                                                       | 13 يوليو 2018 24 نوفمبر 2018 |
| 22         | ミュウツーの逆襲 EVOLUTION "هجوم ميوتو المضاد التطور" | Pokémon: Mewtwo Strikes Back—Evolution العنوان العربي: بوكيمون: ميوتو يضرب مجددا- التطور | 12 يوليو 2019 27 فبراير 2020 |
| 23         | 劇場版ポケットモンスター ココ "وحوش الجيب الفيلم: كوكو" | Pokémon the Movie: Secrets of the Jungle العنوان العربي: بوكيمون الفيلم: أسرار الأدغال   | 25 ديسمبر 2020 8 أكتوبر 2021 |

| رقم الفيلم | إسم الفيلم الياباني الأصلي                                                                 | إسم الفيلم في النسخة الإنجليزية                                      | تاريخ الإصدار                |
| ---------- | ------------------------------------------------------------------------------------------ | -------------------------------------------------------------------- | ---------------------------- |
| 01         | ポケットモンスター ミュウツー！我ハココニ在リ "وحوش الجيب: ميوتو! أنا هنا - ملحمة ميوتو"   | Mewtwo Returns                                                       | 30 ديسمبر 2000 4 ديسمبر 2001 |
| 02         | ポケットモンスタークリスタル・ライコウ 雷の伝説 "وحوش الجيب كريستال: رايكو - أسطورة الرعد" | !The Legend of Thunder                                               | 30 ديسمبر 2001 3 يونيو 2006  |
| 03         | 戦慄のミラージュポケモン "بوكيمون السراب المرعب"                                           | The Mastermind of Mirage Pokémon                                     | 13 أكتوبر 2006 29 أبريل 2006 |
| 04         | ポケットモンスター 神とよばれし アルセウス "وحوش الجيب: أركيوس الذي يُدعى الإله"            | Pokémon: The Arceus Chronicles العنوان العربي: بوكيمون: سجلات آركياس | 21 يناير 2022 23 سبتمبر 2022 |

## الأغاني

### أغنية المقدمة

رشا رزق وطارق العربي طرقان

تمت كتابة وتسجيل أغنية المقدمة من طرف رشا رزق، بالإضافة إلى طارق العربي طرقان وبسام الحسوني. استُخدمت النسخة الأولى من الأغنية التي تحتوي عبارة (على خير الصنيع) في 12 حلقة الأولى، ثم استُبدلت بنسخة ثانية "أكثر صحة لغويا" تحتوي عبارة (سلاحي المنيع) بداية من الحلقة الثالثة عشرة.
كلمات الأغنية:

### أغاني "Pikachu's Jukebox"
تم عرض هذه الاغاني في نهاية حلقات الموسم الثاني، من غناء رشا رزق.
| صديقي ناصحي المثابر في سراء وفي ضراء تؤازر تفرح لنتصاري تسعد عند نجاحي شمعة الطريق كل العمر سوف أخلصنا يا صديق معك أنا لن أخذلك طول الدرب إني دوماً معك يا شريك الحب والوفاء (كل العمر سوف أخلصنا) كل العمري مخلص سأكون (يا صديق معك أنا لن أخذلك) يا صديقي معك أنا (طول الدرب إني دوماً معك) طول الدرب إني دوماً معك يا شريك الحب والوفاء | ما نوع هذا البوكيمون عادي مثل ال"جغليباف" ضد هجمات بوكيمونات الشر الصاعقة والصدمة الكهربائية ضد هجوم "مارواك" المستمر ما نوع هذا البوكيمون الذي بهجومه فنون لا تزعجني ب"الكاتربي" أو بالهجوم الصاعق راقب "ماك" وهجومه الغاز فإن أخطأت يوماً سيقضي علي ما نوع هذا البوكيمون الذي بهجومه فنون سنكتشف أسراره وخفاياه ما نوع هذا البوكيمون الذي بهجومه فنون يسلب الألباب والعيون ما نوع هذا البوكيمون | هيا معًا يا بيكاتشو هيا معًا يا "بيكاتشو" فدربنا طويلاً يبدو لننس أحزاننا ونمض فإلى النجاح نصبو لكم مرت بنا مصاعب وكم واجهناها بصمودنا معًا طول الطريق، معًا طول الحياة في الفرح وافي الأحزان أنت الأقرب يا صادق إلى في المساء لن نفترق أبداً لوساءت الأحوال بسنين طوال معًا طول الطريق، معًا طول الحياة في الفرح وافي الأحزان |

| هل تريد أن تصبح مدرب بوكيمون؟ بوكيمون هيا هيا هل تريد أن تصبح مدرب بوكيمون؟ هاهاها لطالما حلمت أن أكون الأفضل من بين كل الأولاد لا أساوم الأشرار على حق (لا لا لا) بالتدريب والمهارة والعمل و بالتصميم الجاد أستطيع جمع بوكيمونات العالم (هيا بوكيمون) أين البوكيمون .. هيا إجمعها جمعها أين البوكيمون .. فلتكن قائدها هيا جمع (جمعها) نانانانا نانانانا هيا إجمع البوكيمون | قد آن الآوان إني في طريقي إلى خوض أقوى المعارك هيا يا صديقي فلنشارك (قد آن الآوان) (جاء الإمتحان) فلنثبت العزيمة ولن نخسر في النزال بفضل الإرادة وغير الفوز لن ننال قد آن الآوان (لأقوى المعارك) قد آن الآوان آن الآوان لأقوى المعارك قد آن الآوانل آن الآوان لأقوى المعارك آن الآوان آن الآوان لأقوى المعارك لأقوى المعارك آن الآوان لأقوى المعارك هيا يا صديقي آن الآوان لأقوى المعارك إلى الإمام | الرداء الأبيض حتى نصل إلى أحلامنا أحلام يقظتنا ونومنا لنسيطر على كل العالم ويتناقل الناس أخبارنا "جيسي" "جيمس" سنحقق أهدافنا بسرعة الريح طريقنا إليها قصير ومريح الرداء الأبيض نهوى الفوضى نحب الفوضى ننشر الفوضى ننتج الفوضى في كل مكان الرداء الأبيض نهوى الفوضى نحب الفوضى ننشر الفوضى ننتج الفوضى في كل مكان الرداء الأبيض نهوى الفوضى نحب الفوضى ننشر الفوضى ننتج الفوضى في كل مكان الرداء الأبيض نريد الحصول على بيكاتشو |

### أغاني "Pokémon Karaokémon"
تم عرض هذه الاغاني في نهاية حلقات الموسم الثالث، من غناء جيهان الملا.
| أنا وأنت والبوكيمون أنا والأحلام عين لا تنام مع كل الأصدقاء نحو الإرتقاء عبر كل الأنهار وراء الأشجار في كل مكان تجد جزء مني ومنك معا (معا) وإلى الأبد أصدقاء (أصدقاء) أوفياء يحلمون (يحلمون) لا يخافون الأحلام يتشاركون يعيشون بحرية (دائما يعيشون) يبكون ويفرحون أنا وأنت والبوكيمون | بيكاتشو إخترتك بيكاتشو تعلم كم أحبك إخترتك لأنني أعرفك هذه اللعبة ليست أبدا سهلة لكننا سنهزم الأعداء تدربت كثيرا، إنتظرت طويلا ولست خائف الأن ومما اخاف ؟ وأنت معي لاشيء يوقفني أنت معي، لا لا شيئ سيوقفني في عالم البوكيمونا، الكل يتعلمون كلهم معا يثابرون بيكاتشو إخترتك بيكاتشو | أغنية جغليباف في كل الأوقات وأي مكان تجد الأفراح والأحزان جغليباف سيكون هناك صديق قوي وهو لن ينسى قوة سحرية في الاعشاش تحت سمائنا الزرقاء ما أحلى سحر الأغنية |

| دائما معا سنجوب كل السهول وكل التلال دائما معا إن واجهتنا مشكلة نحن لن نخاف لا لا لن نلين لا شيء يحبط عزيمتنا، لا لا ننشر الأمل في حياتنا في كل مكان سنقضي معا أحلى الأوقات نمرح ونلهو ما أحلى الحياة نعيش معا المغامرات نتشارك معا أحلى الأسرار لا تهمنا الصعوبات نعيش أجمل اللحظات ما أحلى الحياة | "جيني" و"جوي" "جيني"، اوه "جيني" "جوي"، اوه "جوي" أنا معجب بإمرأتين لا مثيل لهما هاي "جيني"، سلامي في قلبكي هيا إحبسني "جوي"، قيسي ضغطي لرؤياك إحمر وجهي ما كل هذا الجمال أنا لا أستطيع الإحتمال واحد.. إثنان.. ثلاثة.. ولكن مهلا (مهلا مهلا) ما إسمها ؟ أريد أن أعرف أريد أن أعرف "جيني"، اوه "جيني" "جوي"، اوه "جوي".. "جوي".. "جوي".. أنا معجب بإمرأتين لا مثيل لهما |

## الإستقبال في العالم العربي

طائرة في مطار طوكيو الدولي، تظهر شخصيات مسلسل بوكيمون.

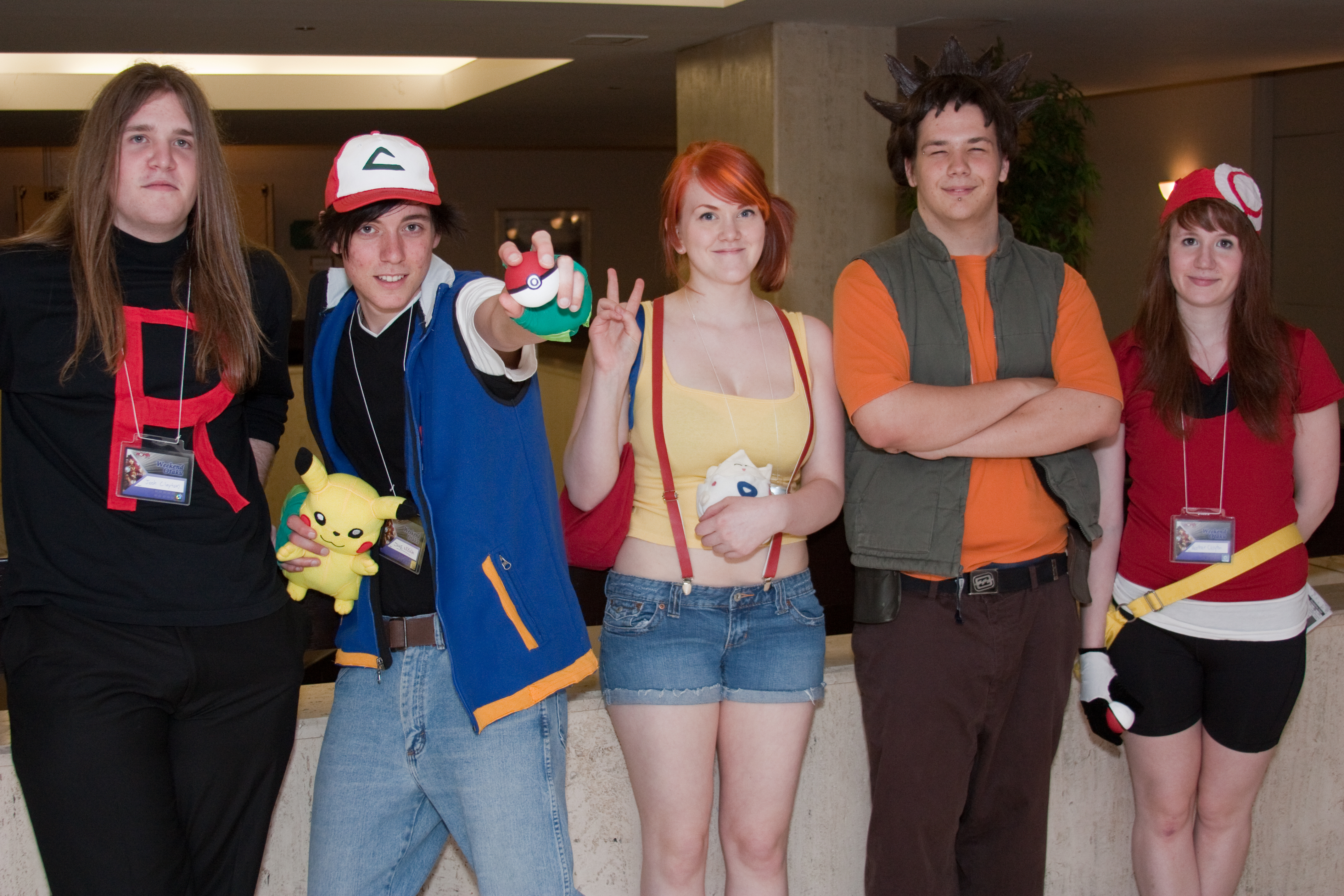
مجموعة من محبي مسلسل بوكيمون متنكرين بأزياء شخصيات المسلسل.

سلسلة أنمي بوكيمون كان لها تأثير ثقافي هائل على مستوى العالم منذ بدايتها في عام 1997.
قبل بوكيمون، كان الأنمي لا يزال محدود الانتشار خارج اليابان. لكن بفضل نجاح المسلسل، أصبح الأنمي أكثر شهرة في الغرب، مما ساعد في تمهيد الطريق لسلاسل أخرى مثل يوغي يو! وناروتو.
المسلسل عزّز بشكل كبير مبيعات ألعاب بوكيمون على أجهزة نينتندو، حيث أصبحت الألعاب جزءًا لا يتجزأ من طفولة العديد من الأجيال. سلسلة الألعاب والأنمي عززت مفهوم الوسائط المتعددة المتكاملة، حيث يتفاعل التلفاز والألعاب والبطاقات التجارية معًا.
منذ التسعينيات، كانت منتجات بوكيمون – مثل الدمى، البطاقات التجارية، والأزياء – من أكثر السلع شعبية بين الأطفال وحتى البالغين. الشخصيات مثل بيكاتشو أصبحت رموزًا ثقافية عالمية.
بوكيمون قدم فكرة تفاعلية حول العلاقة بين البشر والمخلوقات، مما شجع العديد من الأطفال على الاهتمام بالحيوانات والطبيعة.
الكثير من الأشخاص الذين كبروا مع بوكيمون ما زالوا مرتبطين به عاطفيًا، مما أدى إلى استمرار شعبيته عبر العقود. إطلاق لعبة بوكيمون غو (Pokémon GO) عام 2016 أعاد إحياء الاهتمام بالسلسلة بشكل كبير، حيث أصبحت ظاهرة اجتماعية عالمية.
مصطلح "بوكيمانيا" يصف الجنون الثقافي عندما وصلت سلسلة "بوكيمون" إلى العالم الغربي في نهاية التسعينات. حدثت ظاهرة مشابهة في العالم العربي بعد عرض المسلسل الكرتوني، حيث بدأت ألعاب بوكيمون والبضائع تُباع بأعداد هائلة، وتم بث المسلسل الكرتوني في جميع دول المنطقة.
بحلول عام 2002، تراجع هذا الجنون بسبب جدل ديني كبير، حيث تم منع عرض المسلسل الكرتوني من معظم محطات البث، مما أدى إلى انخفاض حاد في شعبيته.
المواسم اللاحقة التي تمت دبلجتها في لبنان وبُثت على قناتي آرتينز وقناة الجديد لم تجذب المشاهدين بشكل كبير، وقد يكون هذا السبب قد لعب دوراً كبيراً في إلغاء الدبلجة العربية في النهاية واختفاء المسلسل من القنوات العربية نهائياً.

## الجدل والفتوى ضد المسلسل
بعد النجاح الساحق الذي عرفته سلسلة بوكيمون في الوطن العربي سنة 2001، تم إتهام السلسلة بالترويج لأفكار وقيم غير إسلامية، كالعنف والقمار وتبذير المال ونظرية النشوء والإرتقاء ومفهوم البقاء للأصلح.
في نفس هذا الوقت كان الصراع الإسرائيلي الفلسطيني متأزما جدا أثناء الإنتفاضة الثانية، قامت إحدى الجرائد الأردنية بنشر كاريكاتير يظهر فيه أرئيل شارون جالسا على دبابة ويضحك على رجل عربي منشغل بلعب لعبة بوكيمون، الهدف منه التلميح بأن العرب منشغلين عن قضاياهم السياسية. ومن هذا إتُهمت السلسلة بأنها جزء من مؤامرة صهيونية هدفها تشتيت الشباب العربي وحث الأطفال المسلمين على التخلي عن عقيدتهم. كما إنتشرت عدة إشاعات مفادها أن أسماء البوكيمونات هي عبارة عن كلمات عبرية تسخر وتسيء إلى الإسلام وإلى الذات الالهية.
أدى كل هذا الجدل إلى إصدار فتوى رسمية من قبل المفتي العام في المملكة العربية السعودية يُحرم فيها بيع وشراء مختلف ألعاب ومنتجات بوكيمون، خاصة بطاقات المقايضة، بحجة إدراجها عناصر القمار مما يخالف العقيدة الإسلامية، وإحتواءها على رموز دينية مثل نجمة سداسية النقاط تشبه نجمة داود والصلبان المسيحية والمثلثات التي تم ربطها مع الماسونية. ودعى إلى مقاطعة كل ماله علاقة بالسلسلة. إنضمت لاحقا السلطات الإسلامية العليا في قطر ومصر إلى الحظر أيضا، وبعد ذلك توقف مركز الزهرة عن دبلجة المسلسل الكرتوني وتوقفت معظم القنوات عن عرضه.
تلقى هذا الجدل إهتماما واسعا من قبل الناس حتى أن السفير الياباني في السعودية قام بتصريح يؤكد فيه أن سلسلة بوكيمون مجرد سلسلة ألعاب للأطفال وليس لها أى علاقة بأي أيديولجية سياسية أو دينية.
مصدر هذا الجدل يبقى مجهولا، لكن الكثير يرجحون أن شركة ديزني التي كانت حينها تحاول الترويج لأفلامها والإستحواذ على سوق الألعاب ومنتجات الأطفال في الشرق الأوسط، ربما شعرت بتهديد من نجاح وشعبية سلسلة بوكيمون وقد يكون لها دور في تصعيد الجدل وتحريض السلطات على حظر مسلسل بوكيمون ومنتجاته. لكن كل هذا يبقى مجرد تكهنات حيث لا يوجد دليل قاطع على هذه الادعاءات.
سلسلة بوكيمون واجهت هذا النوع من الجدل في عدة دول في أنحاء العالم، حتى إسرائيل، حيث أتُهمت السلسلة هناك بالترويج للنازية ومعاداة السامية.

## أنظر أيضا
- بوكيمون (سلسلة ألعاب فيديو)
- بوكيمون غو
- بوكيمون أوريجينز
- بوكيمون: المحقق بيكاتشو
- المدبرة والبوكيمون
- آفاق البوكيمون: المسلسل

## روابط خارجية
بوكيمون على موقع IMDb (الإنجليزية)
- بوكيمون على موقع روتن توميتوز (الإنجليزية)
- بوكيمون على موقع نتفليكس (الإنجليزية)
- بوكيمون على موقع كينوبويسك (الروسية)
- بوكيمون على موقع ألو سيني (الفرنسية)
- بوكيمون على موقع ميوزك برينز (الإنجليزية)
- بوكيمون على موقع قاعدة بيانات الفيلم (الإنجليزية)
- بوكيمون على موقع ANN anime (الإنجليزية)